# 彦根城
彦根城（ひこねじょう）は、近江国犬上郡彦根（現在の滋賀県彦根市金亀町）にある城。江戸時代には彦根藩の政庁が置かれた。天守、附櫓及び多聞櫓は国宝、城跡は特別史跡かつ琵琶湖国定公園第1種特別地域である。天守が国宝指定された5城のうちの一つでもある（他は犬山城、松本城、姫路城、松江城）。彦根八景・琵琶湖八景に選定されている。

## 概要
江戸時代初期、現在の彦根市金亀町にある彦根山に鎮西を担う井伊氏の拠点として築かれた平山城（標高50m）。山は「金亀山（こんきやま）」の異名を持つため、金亀城（こんきじょう）とも呼ばれた。多くの大老を輩出した譜代大名である井伊氏14代の居城であった。
明治時代初期の廃城令による破却を免れ、天守が現存する。天守と附櫓（つけやぐら）及び多聞櫓（たもんやぐら）の2棟が国宝に指定されるほか、安土桃山時代から江戸時代の櫓・門など5棟が現存し、国の重要文化財に指定されている。中でも馬屋は重要文化財指定物件として全国的に稀少である。
天守が国宝指定された5つの城の一つに数えられる。姫路城とともに遺構をよく遺している城郭で、1992年（平成4年）に日本の世界遺産暫定リストに掲載されたものの、近年の世界遺産登録の厳格化により、20年以上推薦が見送られている。
滋賀県は廃城令で解体された城が多く、彦根城は県内唯一の保存例である（歴史・沿革を参照）。

## 歴史・沿革

### 江戸時代

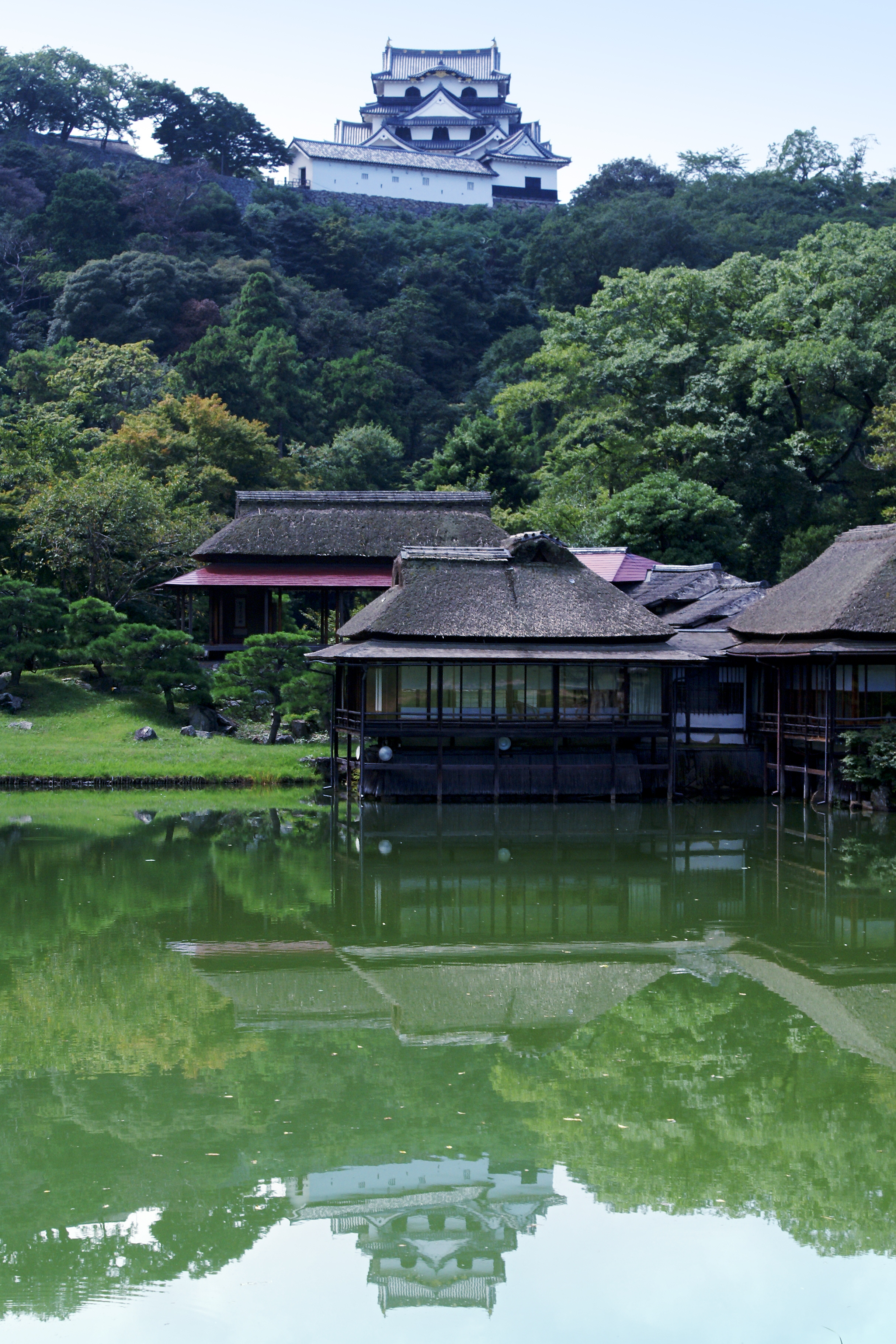
玄宮園から天守を望む

徳川四天王の一人・井伊直政は、1600年（慶長5年）関ヶ原の戦いの後、その軍功により18万石にて近江国北東部に封ぜられ、西軍指揮官・石田三成の居城であった佐和山城に入城した。佐和山城は「三成に過ぎたるものが二つあり、島の左近に佐和山の城」と言われるほどの名城であったが、直政は、中世的な古い縄張りや三成の居城であったことを嫌ったという。このため琵琶湖岸に近い磯山（現在の米原市磯）に居城を移すことを計画していたが、関ヶ原の戦傷が癒えず、1602年（慶長7年）に死去した。家督を継いだ井伊直継が幼少であったため、直政の遺臣である家老の木俣守勝が徳川家康と相談して直政の遺志を継ぎ、1603年（慶長8年）琵琶湖に面した彦根山に彦根城の築城を開始した。
築城には公儀御奉行3名が付けられ、尾張藩や越前藩など7か国12大名（15大名とも）が手伝いを命じられる天下普請であった。1606年（慶長11年）2期までの工事が完了し、同年の天守完成と同じ頃に直継が入城した。大坂夏の陣で豊臣氏滅亡後、1616年（元和2年）彦根藩により第3期工事が開始され、御殿が建造された。1622年（元和8年）、すべての工事が完了し、彦根城が完成した。その後も井伊氏は加増を重ね、1633年（寛永10年）には徳川幕府下の譜代大名の中では最高となる35万石を得るに至った。
彦根城を築くにあたり、大津城、佐和山城はじめ近江国の諸城を移転や破却し、城の建設物に利用したとされる。結果として彦根藩には彦根城しか残らず、大老も出す譜代筆頭の井伊氏が諸大名に一国一城令を守る手本を示した格好になった。筆頭家老・木俣家は1万石を領していたが、陣屋を持たなかったため、月間20日は西の丸三重櫓で執務を行っていたという。徳川統治下の太平の世においては、城郭は軍事施設としての意義を失い、彦根城も西国大名の抑えのための江戸幕府の重要な軍事拠点から、藩政や年貢米の保管の場所となり、天守や櫓は倉庫等として使われた。
1854年（安政元年）に天秤櫓の大修理が行われ、その際、石垣の半分が積み直された。向かって右手が築城当初からの「牛蒡積み」、左手が新たに積み直された「落し積み」の石垣である。
幕末に大老を務めた井伊直弼も、35歳で藩主となるまでこの城下町で過ごしている。直弼がその時に住んだ屋敷は、「埋木舎（うもれぎのや）」として現存している。

### 明治時代

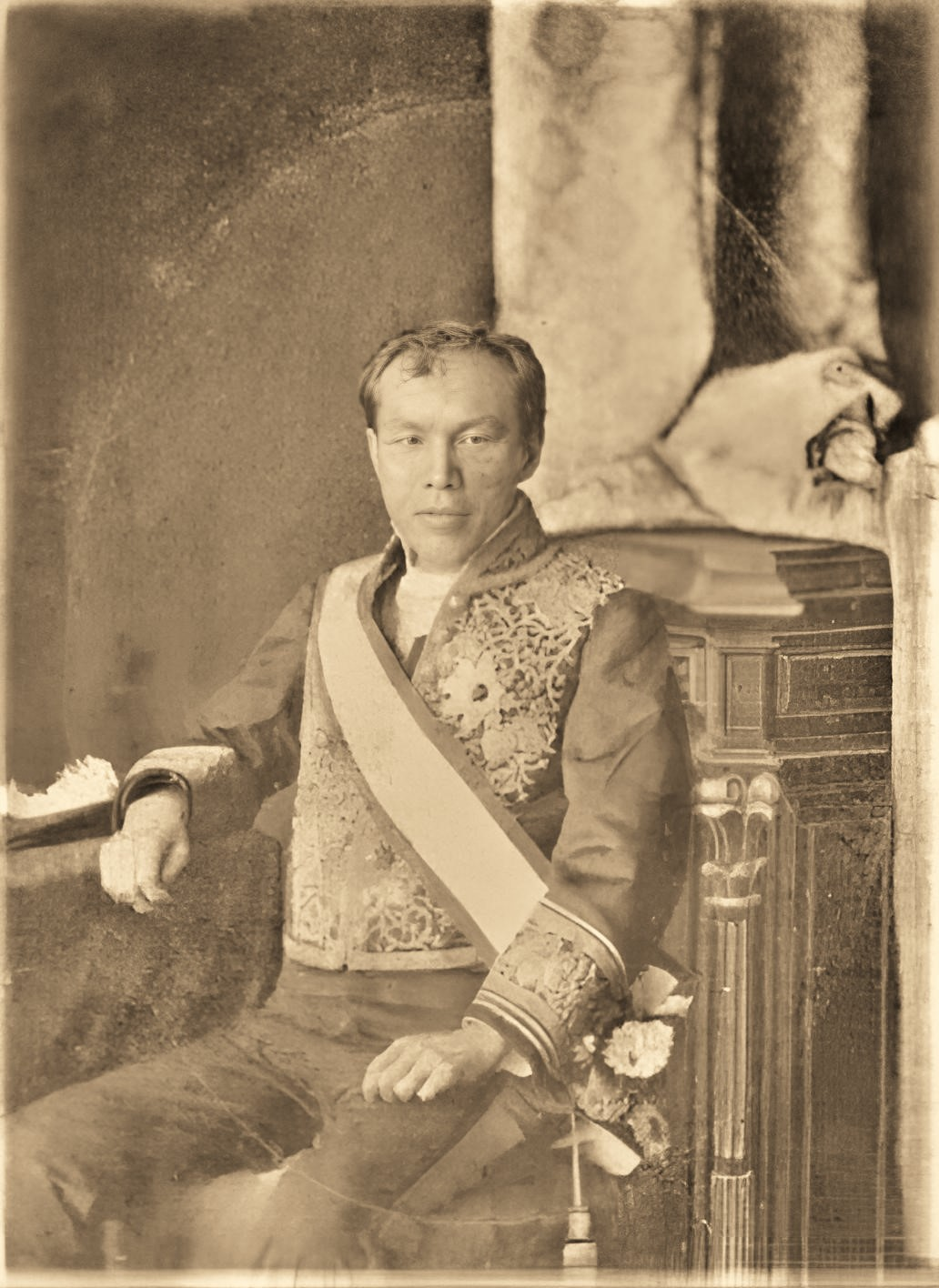
大隈重信

明治維新後、廃藩置県によって各藩の城郭はそれまでの機能を失い、建築物としても「無用の長物」となり、その多くが廃城令により廃城となったが、彦根城は当初陸軍省管轄下の施設となったため維持された。しかし、老朽化のため民間へ売却されて破却される予定となったが、明治11年の明治天皇の彦根行幸の際に供奉していた参議大隈重信が天皇に働きかけた結果、天守や櫓の保存が決定し、皇室付属地彦根御料所となり、最終的には最後の彦根藩主であった井伊直憲に下賜されて保存された。

### 昭和時代

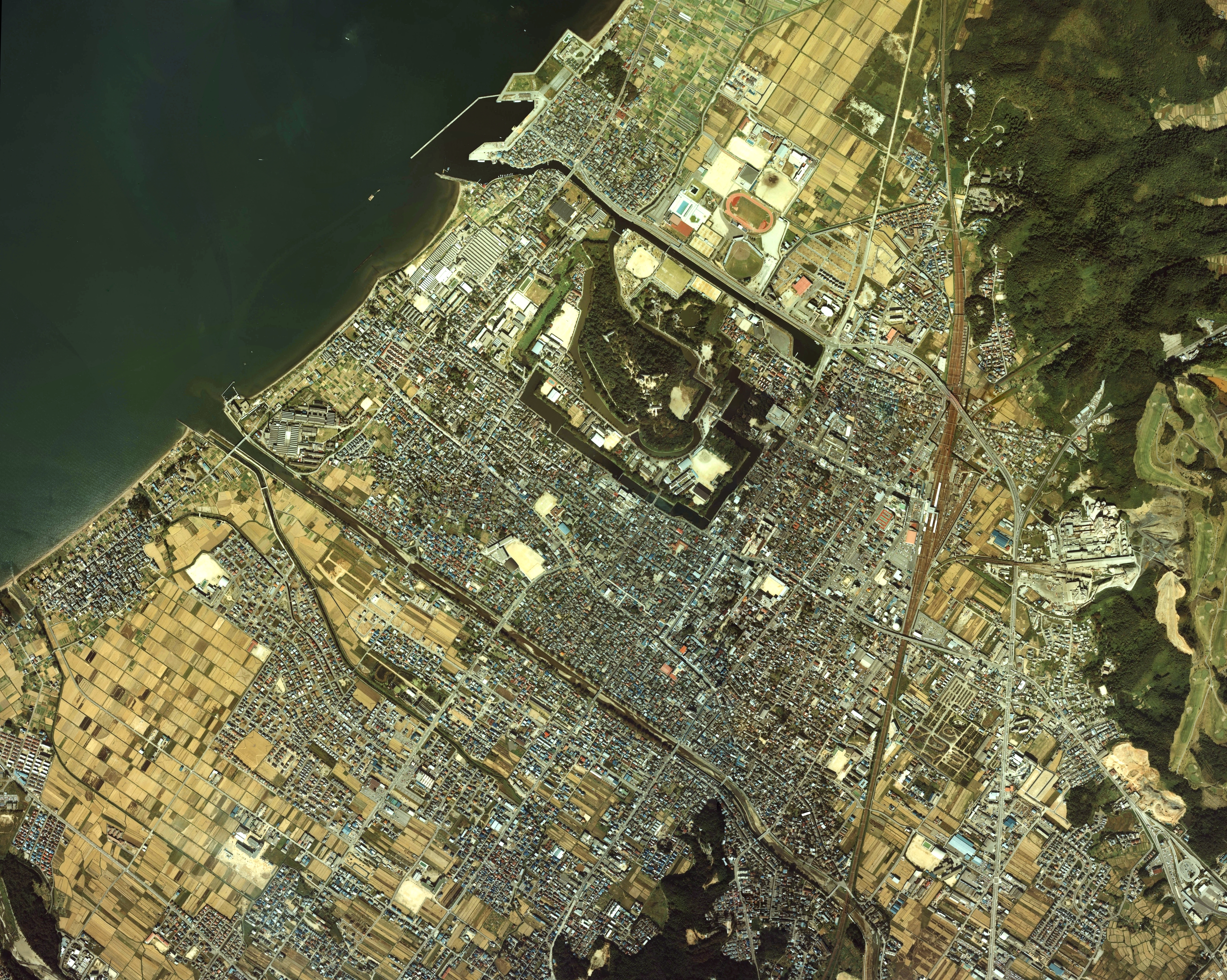
1985年の彦根城跡周辺の航空写真

- 1934年（昭和9年）、築城以来徳川幕府の要の役割を果たしていた彦根城には桜が植えられていなかった。これを憂いた彦根町会議員の吉田繁治郎が観光のシンボルとしてソメイヨシノの苗木1,000本を城内に植樹した。[4]
- 1944年（昭和19年）、井伊家から彦根市へ、彦根城およびその一帯が寄付される。
- 1945年（昭和20年）、8月15日夜に連合国軍が彦根市を夜間爆撃する予定であったが、同日正午の終戦の詔勅により日本の降伏が発表され爆撃は行われなかった[注 5]。
- 1951年（昭和26年）、「彦根城跡」として国の史跡に指定、天守等6棟が重要文化財に指定された。
- 1952年（昭和27年）、前年重要文化財に指定された6棟のうち天守（1棟）と附櫓及び多聞櫓（1棟）の2棟が国宝に指定された。

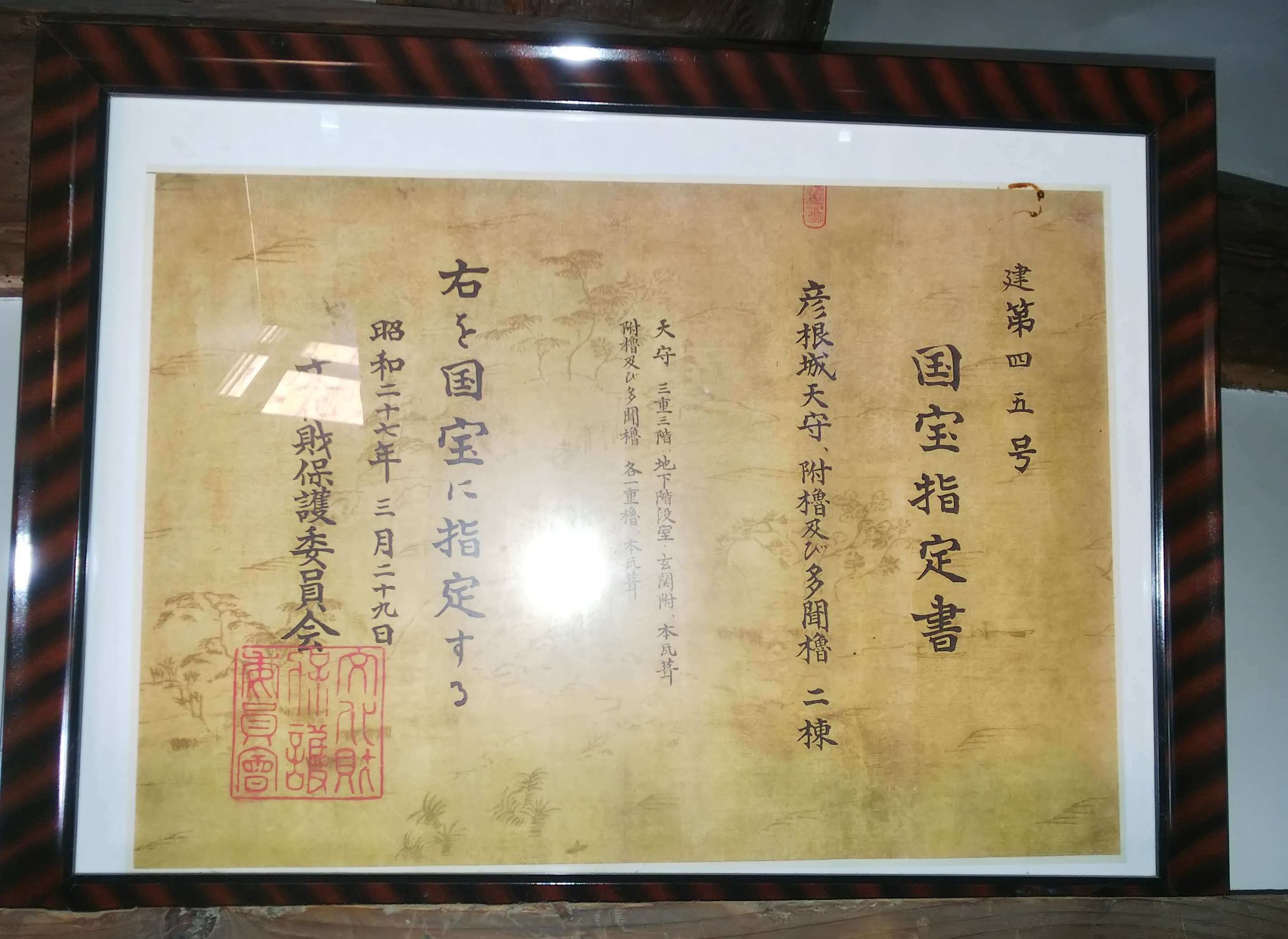
彦根城国宝指定書

- 1956年（昭和31年）、「彦根城跡」が特別史跡に指定された。
- 昭和の大修理
  - 1957年（昭和32年）～1960年（昭和35年）、天守、附櫓及び多聞櫓の修理、
  - 1960年（昭和35年）～1962年（昭和37年）、西の丸三重櫓と二の丸佐和口多聞櫓の解体修理。
  - 1965年（昭和40年）～1968年（昭和43年）、馬屋などの解体修理。
- 1963年（昭和38年）、馬屋が重要文化財に指定された。
- 1987年（昭和62年）、彦根市市制50周年として表御殿表向が外観復元(鉄筋コンクリート構造)され、「彦根城博物館」として藩政時代の調度品・武具などが展示されている。又、奥向は発掘調査を経て「平面図」と「起こし絵図」に基づき木造復元された。

### 平成時代
- 1993年（平成5年）7月1日～1996年（平成8年）12月、平成の大修理。天守・附櫓および多聞櫓の屋根の葺き替えと壁や漆の塗り替え、木材の腐食部分補修、唐破風飾金具の金箔押し直し、西の丸三重櫓と続櫓の屋根の葺き替えと壁の塗り替えなどの修理が行われた。
- 2005年（平成17年）～2008年（平成20年）、石垣の構築調査や石材調査、崩落調査、歴史調査・整理等が行われ、今後の管理・修理に向けての石垣台帳が作成された[5]。
- 2006年（平成18年）4月6日、日本100名城（50番）に選定された。
- 2007年（平成19年）、国宝・彦根城築城400年祭が行われた。
- 2012年以降、堀に自転車（多くは盗難自転車）を投棄される被害が相次いでおり、問題となっている[6][7][8]。
- 2014年8月、台風11号の影響で天秤櫓の漆喰が2箇所が剥がれ落ちた[9]。
  - 9月14日：築城以来初めて夜間の入城で一般開放された[10]。
  - 11月：全国城サミットが開催された[11]。

- 2015年（平成27年）4月24日、「琵琶湖とその水辺景観－ 祈りと暮らしの水遺産 」の構成文化財として日本遺産に認定される[12]。
- 2015年12月：大正時代の航空写真が発見され当時はまだ埋められていない堀の様子などが判明した[13]。
- 2017年：「国宝・彦根城築城410年祭」が行われる[14]。
  - 同年1月：外堀の発掘調査で切通口御門の礎石と石垣が発見された[15]。

### 令和時代
- 2020年（令和2年）2月27日 - 新型コロナウイルス感染症の流行により休城、6月15日に再開。
- 2023年11月11日～ - ユネスコ指針遺産と創造性に基づき天守にプロジェクションマッピングを投影するユニークベニューを実施（11月18・19・23・24・25日及び12月2日）[16]。
- 2024年2月13日～3月15日 - 熊本地震 (2016年)で熊本城が被災したことをうけ緊急点検を行ったところ天守閣を補強する必要が確認され、一般拝観を停止しての耐震工事を実施。その間、代替措置として二の丸佐和口多聞櫓を特別公開。なお、工事は同年6月17日～7月19日、8月26日～9月27日にも実施[17]。
- 2024年3月22日～ - 前年のユニークベニューが好評であったことから、桜版のプロジェクションマッピングを実施。〜3月31日[18]。
- 2024年7月17日 - 14日から降り続いた線状降水帯を伴う集中豪雨の影響で、内堀の石垣の一部が崩落していることが確認された[19]。

#### 世界遺産登録へ向けて

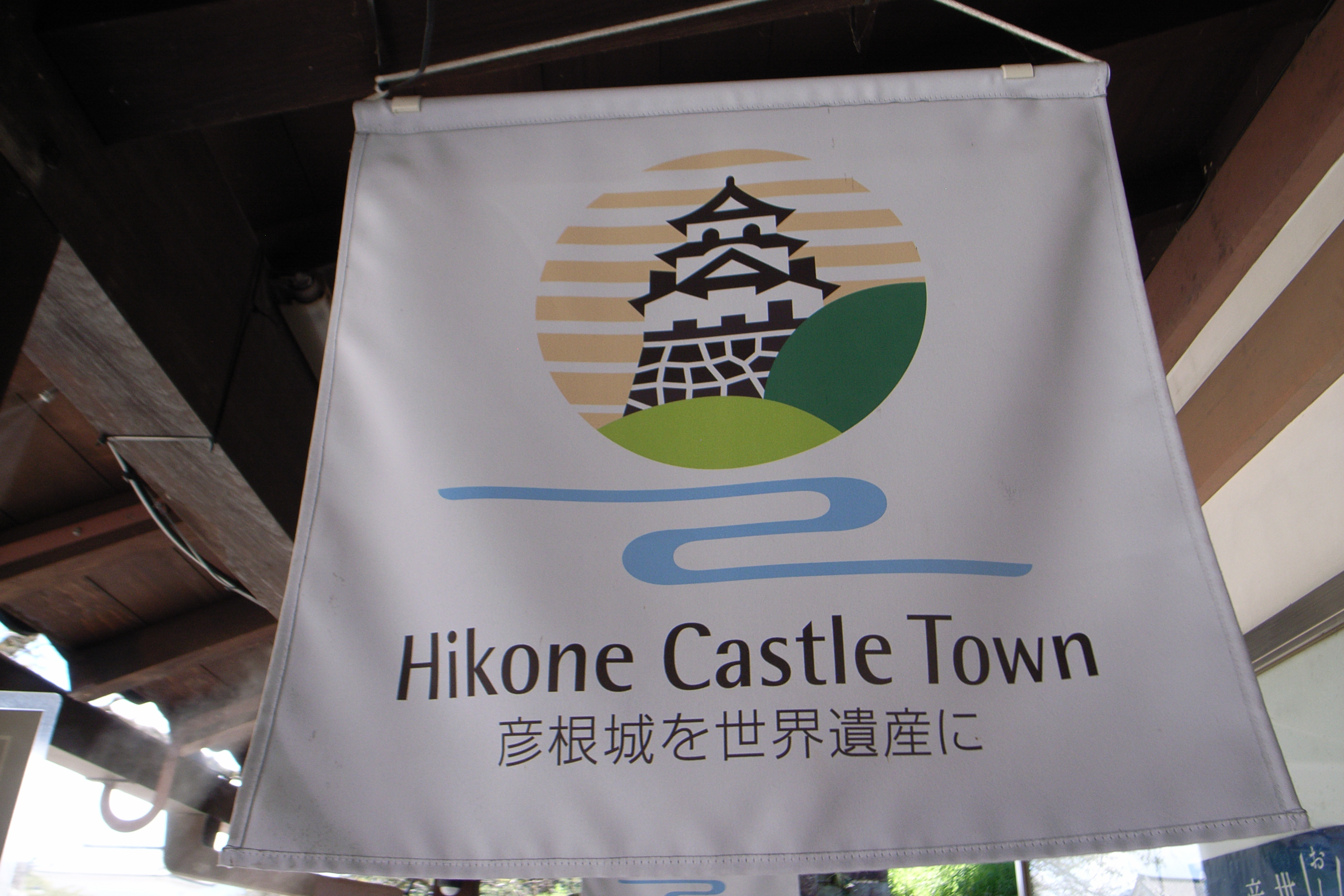
世界遺産登録を推進するペナント

- 1992年（平成4年）10月1日 - 日本の世界遺産候補第一号としてユネスコ世界遺産センターの暫定リストに掲載[20][注 6]
- 2000年～2002年 - ユネスコが世界遺産周辺（緩衝地帯）における景観修繕を求めるようになったことをうけ、滋賀県と彦根市が関西電力と協力し、内堀沿いの電柱約40本とそれに連なる電線を撤去し、電線類地中化を実施。国内の世界遺産登録地・候補地の中でもこれだけの規模での修景を行ったのは初めての事例で、ユネスコも高く評価。将来的には防災の観点からも城周辺の市街地（城下町）全ての地中下を目指す[21]。
- 2007年1月23日 - 前年に文化庁が実施した世界遺産候補地公募の選定結果発表に伴う今後の世界遺産の在り方・方向性をまとめた文化審議会の世界文化遺産特別委員会が[注 7]、「既に世界遺産に登録されている姫路城との違いを明確にする必要がある」「候補地公募に名乗りを上げた松本城なども含め、"近世日本の木造天守閣式城郭"といった枠組みで姫路城の拡張登録を目指すのも一つの手段ではないか」という見解が示されたが、姫路市が「拡張登録は考えていない」と拒否[22]。この文化審議会の指針をうけ、市役所企画推進部が「彦根城の世界遺産登録を推進する方策を考える懇話会」を開設し、登録に向けての本格的な思案を開始[23]。
- 2008年4月 - 市教育員会文化財部に「彦根城世界遺産登録推進室」設置、推薦書素案の作成などを開始[23]。
- 2008年9月 - 文化審議会が示した”姫路城を中心とした日本の近世城郭群”案に関し、「一定の方向性が見えた段階で準備を進めるべき」との検討結果をうけ、松本城に犬山城を加え、松本市・犬山市との共同推薦に関する「国宝四城近世城郭群研究会」を発足[22]。
- 2009年 - 懇談会が「彦根城世界遺産推進委員会」に改称[23]。

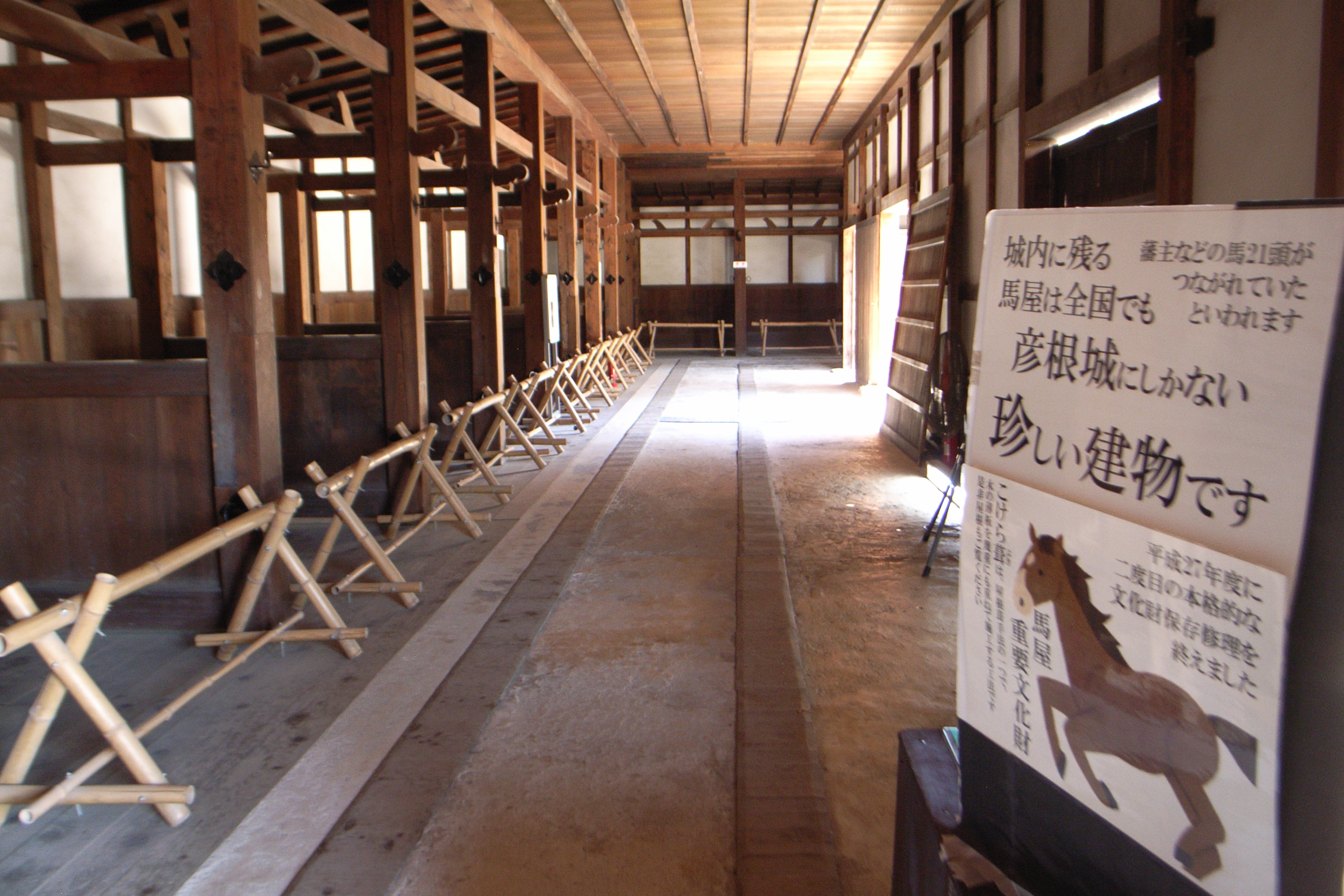
全国的にも珍しい城内馬屋とその説明

- 2011年9月 - 文化遺産分野におけるユネスコの諮問機関国際記念物遺跡会議（イコモス）の国内委員会が現地視察し、移築された城という文化資材の文化循環があること[注 8]、姫路城には残されていない御殿や厩などがあり武家文化の総体がうかがえる、琵琶湖やそこに繋がる水路なども包括した文化的景観を目指す手法[注 9]もあるのではとの助言をうける[24]。
- 2012年11月 - イコモスの研究者を招聘して現地視察を行い、姫路城には見られない複雑な堀や城下町の都市機能が注目に値するとの助言を得る[24][注 10]。
- 2014年6月 - 副市長がパリのユネスコ本部世界遺産センターを訪ね、封建領主の精神的・文化的生活のような方向性で考えるのがよいとの助言を得る[25]。
- 2014年8月 - 県と市の「世界遺産関連連絡調整会議」と作業グループを設置（市の「彦根城世界遺産推進委員会」が併合解散）、新しいコンセプトを「近世大名の城と御殿」として御殿も包括[23][注 11]。
- 2015年1月 - 副市長が世界遺産センターを再訪し、国際比較としてヨーロッパおよび近接する韓国の城で行うべき、従来の歴史学・建築学に加え美術史の視点も織り込むべき、城下における武士のみならず寺社や庶民を含めた社会的調和の文化的シンボルの役割を追及すべき、都市化している市街地との景観落差について見解を展開すべきなどの助言を得る[25]。
- 2015年7月 - 島根県の松江城が国宝に指定されたことを受け、国宝四城研究会に松江市も参加し姫路城を含む「国宝五城」の世界遺産登録を目指すことに[22]。
- 2016年 - 市が彦根城の単独登録を目指すとして国宝四城研究会を離脱[22]。
- 2016～2017年 - 複数の海外の研究者を招聘し協議を重ね、自然との関わりや宗教観なども考慮すべき、屋外広告物の規制など景観保全の取り組みも進めるべきとの助言を得、「水都彦根」の指針を示す[26]。
- 2017年 - 彦根市が「有識者による学術検討委員会」を設置[23]。
- 2018年 - イコモスの「城塞・軍事遺産国際学術委員会（イコフォート）」を招聘しての国際会議を開催し、天守のほか大名庭園や城下町の武家屋敷などと一体とした「江戸期の武士の統治を表す複合体」をコンセプトに2024年の登録を目指すことを表明。但し、2015年に登録された明治日本の産業革命遺産 製鉄・製鋼、造船、石炭産業の構成資産に萩城下町が含まれており、そちらとの差別化を図る必要性も指摘された[27]。
- 2020年3月 - 暫定リスト掲載から四半世紀以上を経て、2022年の登録審査を目指し初めて推薦書原案を文化庁に提出したがコロナウイルス感染症による影響で国内候補地の選定が行われないことになった[28]。
- 2020年4月 - 県が文化財保護課に「彦根城世界遺産登録推進室」設置[23]。
- 2020年5月 - 県と市による「彦根城世界遺産登録推進協議会」設置（県と市の「世界遺産関連連絡調整会議」と作業グループが統合解散、両登録推進室の協力体制）[23]。
- 2021年3月 - 2023年の登録審査を目指し改めて推薦書原案を再度提出するも、金を中心とする佐渡鉱山の遺産群（正式推薦に向け佐渡島の金山に名称変更）が選定された。
- 2021年6月14日 - 定例市議会での一般質問の回答の中で、前月に当選就任した和田裕行市長が彦根城が暫定リスト入りしてから30年近く過ぎたことに触れ、「2024年の登録を逃した場合はこれ以上の労力や資金を掛けることは避けたい」と発言し、運動打ち切りを示唆した[29]。
- 2022年6月 - 2024年の審査審査を目指して推薦書原案を再々提出するも、8月3日になり文化庁が彦根城の2024年の登録審査希望を1年延期し、2025年に変更する旨を通知。これは2023年に審査予定だった佐渡金山が書類不備のため審査が1年順延となり、さらに2022年開催予定であった第45回世界遺産委員会がロシアによるウクライナ侵攻で開催が1年延期となり（委員会開催国がロシアだった。）、佐渡の審査が2024年に繰り下がったことが影響した[30]。
- 2023年3月15～17日 - 彦根城について、海外との比較研究や国際的な評価が不足しているとされるため、韓国とフィンランドの研究者を招聘し視察と議論を実施[31]。これを踏まえ「江戸幕府成立後に建てられ、戦に一度も使われることがなかった"平和の時代の象徴"」という新しい価値観を打ち出し、「平和の砦」を憲章として掲げるユネスコへのアピール材料とする[32]。
- 2023年7月4日 - 文化審議会が2020年より推薦枠を競ってきた飛鳥・藤原の宮都とその関連資産群を2024年度推薦対象とすることを決め、彦根城の扱いについてはこの年から運用が始まった事前評価制度（プレリミナリー・アセスメント）を利用する方針を示した。これは推薦物件の学術的価値を審査する諮問機関（文化遺産の場合はイコモス）が推薦希望物件を推薦前に調査して是正指摘事項などを指導することで登録しやすくするもの。登録審査に最低4年を要し、登録は最短で2027年になる[33]。

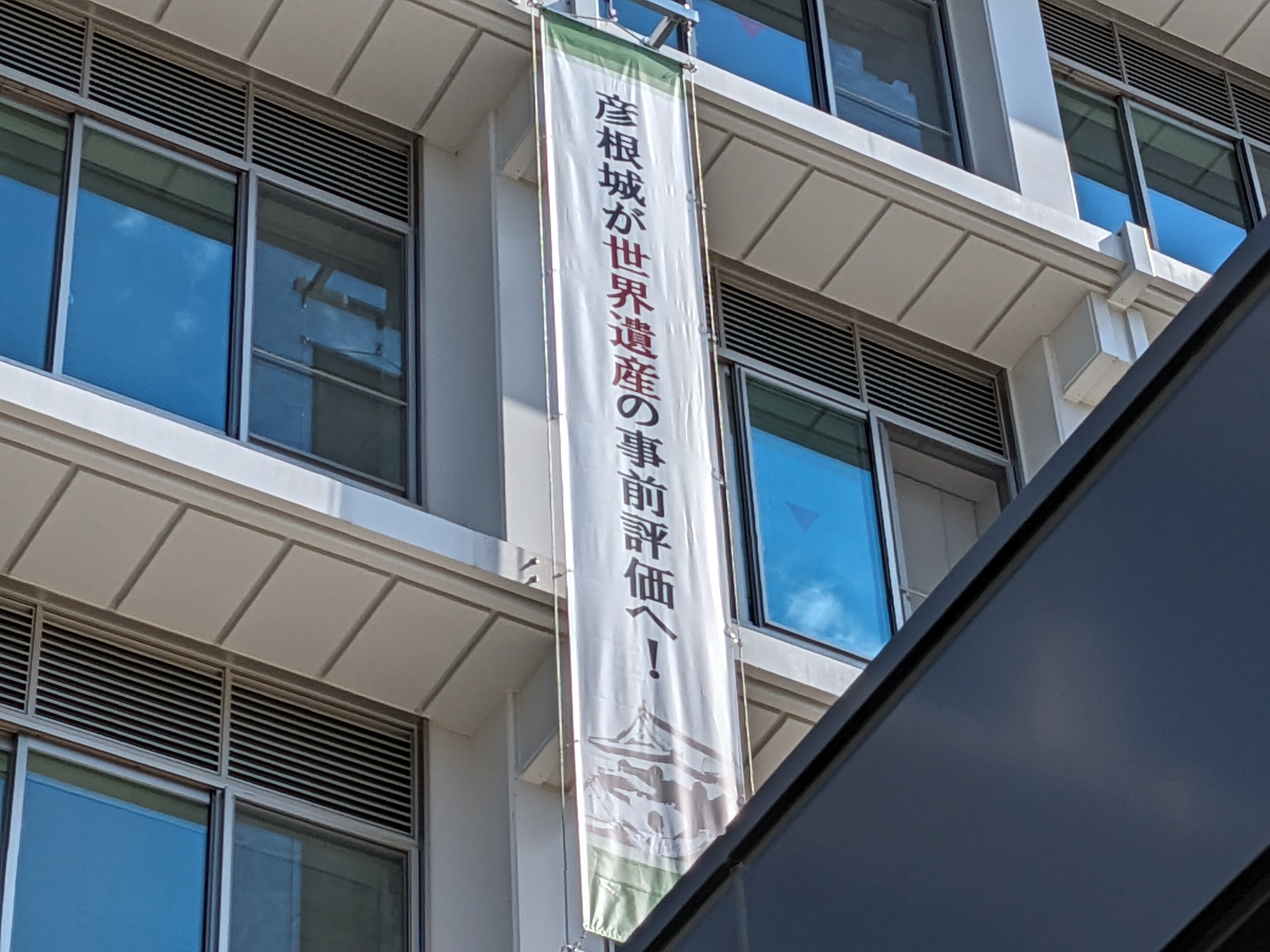
事前評価制の申請を伝える市役所

- 2023年9月5日 - 事前評価制度での調査依頼書をユネスコへ提出[34]。これまでの議論や研究により、近年世界遺産では「システム」という枠組みや流れの中における対象物の存立意義を注視する傾向があることから、彦根城を「パクス・トクガワーナ（徳川による平和／歴史学者の芳賀徹が提唱）の象徴」と位置づけ、「大名統治システム」という近世日本の地方政治体制（藩主の独断でなく重臣らと合議で藩政を決めるべきとの武家諸法度に基づく幕府指針）を代表するものとした[35]。
- 2024年1月28日 - 「大名統治システム」を広く理解してもらうためのシンポジウム「徳川期日本における大名による統治と城郭」（講師：京都女子大学母利美和教授）を開催[36][注 12]。後日、彦根城世界遺産登録推進協議会が講演を補完する公式見解の研究も発表[37]。
- 2024年10月9日 - 事前評価制度の結果が公表された（ユネスコから文化庁へ通達されたのは10月2日）。それによると、「世界遺産としての評価基準を満たす可能性がある」とした一方で、彦根城の価値を表現した「大名統治システム」については「彦根城単独で十分に表現できるのか」「家臣との合議制による政務は表御殿などで行われるもので必ずしも天守閣の存在が必要ではない」とし、地理的に離れた2つ以上の関連物件を1つの遺産として推薦するシリアルノミネーションでの推薦の可能性も検討すべきだとしている[38]。この制度による評価結果を反映しての正式推薦は5年以内となり、有効期限内に推薦が行われない場合は改めて事前評価の審査を受け直さなければならない[39]。
- 2024年10月14日 - 東京の紀尾井町において、滋賀県と読売新聞によるトークショーが開かれ、城好きで知られ井伊直弼を演じたこともある俳優の高橋英樹が彦根城の魅力について語った。事前評価制度の結果が明らかになった直後のイベントであり、徳川大名統治制度を表現するものとして、彦根城には西向き（対豊臣方西国大名向けと京都警護用）の大手門と、大坂の陣後に造られ向きが異なり幕府の使者などを迎えるための表門という二つの正門があることをもっとアピールすべきと熱く語り、同席した読売新聞の編集委員からは「日本人が日本人の感性で彦根城の魅力を力説しても世界（世界遺産）には通じない。世界遺産に求められる国際基準に合致する価値観を示さなけらばならない」と要点を紹介した[注 13][40]。
- 2024年11月29日 - 彦根市東地区公民館において開催された報告会「ユネスコの事前評価の結果と彦根市の今後の取組について」で、県文化財保護課彦根城世界遺産登録推進室補佐の三尾次郎が近年の登録審査の傾向を分析し、「大名統治システム」を世界遺産の前提である不動産有形財構築物で証明し、かつ無形のストーリー性を絡める必要があることから、彦根藩に関連する近隣の史跡など（例：米原市の青岸寺庭園や花木伝右衛門により生薬として生産された近江牛味噌漬けの飼育・製造地など）を補完材料として案内し、それらを訪ねるのに観光公害対策として近江鉄道を活用する案などが紹介された[41]。
- 2025年3月17日 - 上記にあるように彦根城の世界遺産登録に理解を示している高橋英樹が彦根市の観光大使に任命され、世界遺産登録推進の旗振り役を務める[42]。
- 2025年4月27日 - 市長選挙において彦根城の世界遺産登録に消極的とされた現職（上記2021年6月14日参照）を破り、新人の田島一成が当選。同氏は公約として中央とのパイプを活かして世界遺産登録の実現を画策するとしてきた経緯があり、登録に向け一歩前進することになる[43]。一方で、世界遺産登録が選挙の争点となり政局化したことに関して、文化が政治に左右されることに疑問を呈する声も多く上がった[44][注 14]。
- 2025年7月11日 - 大名統治システムの検証（同時代の国内158の城郭・陣屋・付随御殿との比較）や上記の新たな取り組みの採用、事前評価制での評価などを盛り込んだ200頁に及ぶ推薦書原案を文化庁へ提出（4度目）。引き続き彦根城は単独で2027年の登録を目指す姿勢を示した。今後、文化審議会が正式推薦候補と認めた場合、9月末日の提出期限までに暫定版推薦書をユネスコへ送付することになる（翌年の2月1日が正式版の推薦書締め切り）。暫定版を提出しておけば、正式版を提出するまでにユネスコからの指摘を訂正するなど、記載内容を修正できる[45]。
- 2025年8月15日 - 暫定版推薦書の提出期限となる9月末が迫る中、今年正式に推薦してもらうべく県知事や滋賀県選出の国会議員が国に支援を求める要望書を提出[46]。

## 構造

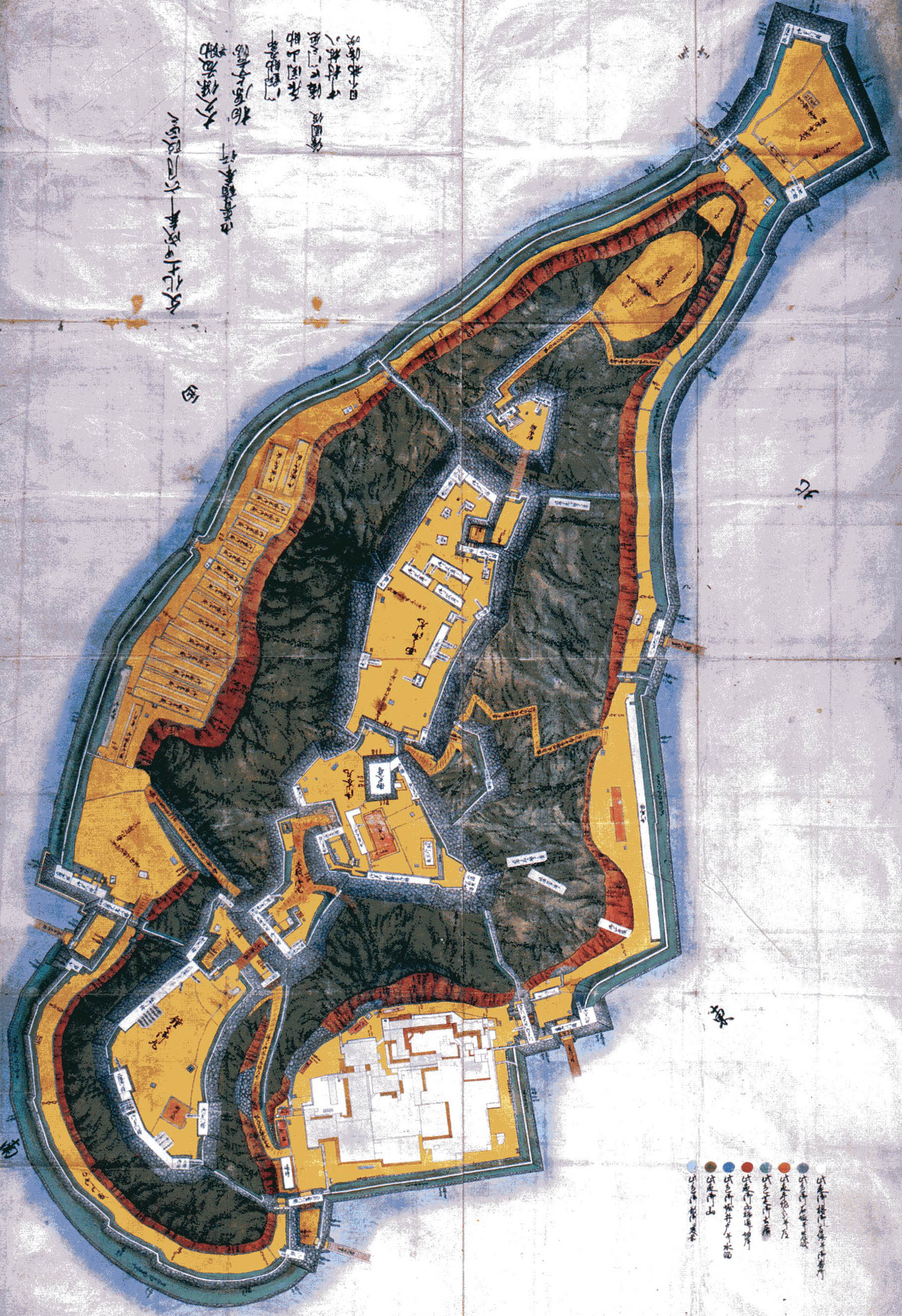
御城内御絵図（1814年（文化11年））

城の形式は連郭式平山城。本丸、二の丸、三の丸と北側に山崎曲輪が配置された。御殿は二の丸に置かれた。本丸に天守、西の丸と山崎曲輪に三重櫓が建てられた。山崎曲輪三重櫓は明治初期に破却された。なお、城の北側には玄宮園と楽々園という大名庭園が配されており、これらは「玄宮楽々園」として国の名勝に指定されている。玄宮園、楽々園はかつて松原内湖（戦中・戦後に干拓）に面しており、入江内湖も望める絶景であった。
なお、現存例の少ない築城の技法でもある「登り石垣」が良好な形で保存されている。この石垣は、天秤櫓の向かって右が牛蒡積み（野面積みの一種）、向かって左が落し積みとなっている。

### 地理特性・縄張り
琵琶湖と山の間、5キロメートルほどの狭い平地に立地する彦根は中山道と北陸道（俗に北国街道ともいう。）が合流し、水陸から京に至る東国と西国の結節点であった。このため戦略拠点として古くから注目され、壬申の乱（672年（白鳳元年））、姉川の戦い（1570年（元亀元年））、賤ヶ岳の戦い（1583年（天正11年））、関ヶ原の戦い（1600年（慶長5年））など古来多くの合戦がこの周辺で行われた。織田信長は佐和山城に丹羽長秀を入れ、ほど近い長浜城を羽柴秀吉に与えている。また豊臣秀吉と徳川家康はそれぞれ重臣の石田三成と井伊直政をこの地に配置している。又、当時の廓は総構え以外は全て現存しているも、当時は城のそばまで琵琶湖の水が引き寄せていたが都市開発の為に埋め立てられた。
彦根城は西国大名の防衛のための城であったため、防御のための工夫がされている。狭間は外から見えないように作られ、階段は敵を上から突き落せるように急角度（最大62度）であり、また蹴って落とせる構造である。

### 建築

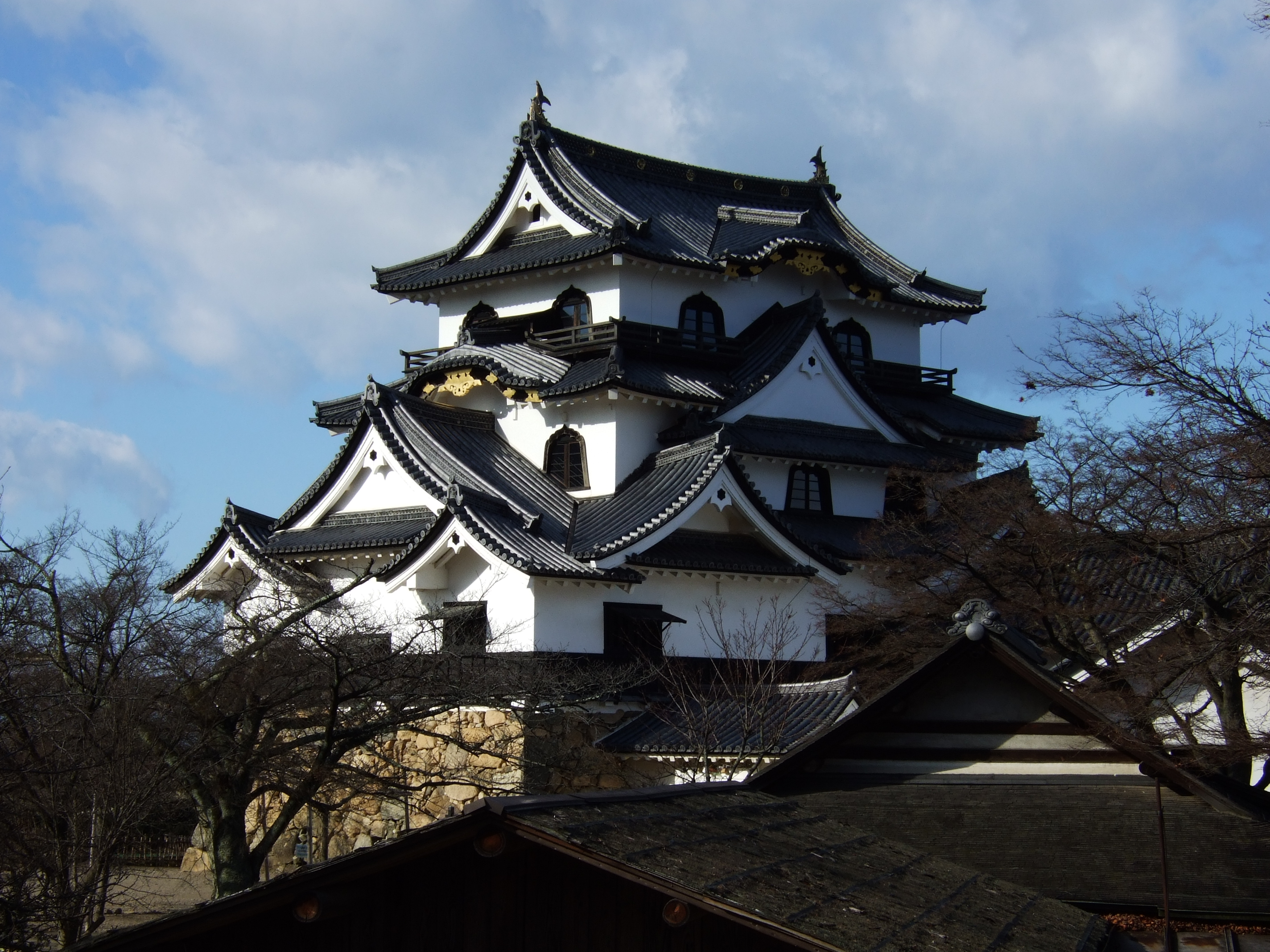
天守東側、御金蔵、続櫓を望む。

彦根城の建築物には、近江の名族京極高次が城主を務めた大津城の天守をはじめ、佐和山城から佐和口多門櫓（非現存）と太鼓櫓門、小谷城から西ノ丸三重櫓、観音寺城からや、どこのものかは不明とされているが太鼓門などが移築されたという伝承が多い。建物や石材の移築転用は縁起担ぎの他、コスト削減と工期短縮のために行われたもので、名古屋城や岡山城や姫路城、福岡城など多くの城に建物の移築の伝承がある。
天秤櫓は、長浜城から移築したといわれ、時代劇の撮影にも使われる。。堀切の上の掛橋を渡った突き当たりにあたる、長い多聞の左右の端に2重2階の一対の隅櫓を構え、天秤ばかりのような独特な形状である。

#### 本丸

##### 天守
通し柱を用いず、各階ごとに積み上げられた天守は3層3階地下1階の複合式望楼型で、「牛蒡積み（ごぼうづみ）」といわれる石垣で支えられ、1重目の窓は突上窓、2重目以上の窓はすべて華頭窓を配し、最上階には実用でない外廻り縁と高欄を付けている。各重に千鳥破風、切妻破風、唐破風、入母屋破風を詰め込んだように配置しており、変化に富む表情を見せる。大津城天守（4重5階）を5重の江戸城より低くするために敢えて3重に縮小して移築したといわれる。昭和の天守解体修理（1957年（昭和32年）- 1960年（昭和35年））のときに、天守の用材から転用されたものと見られる部材が確認されている。天守3階には破風の間という小部屋がある。

##### 月見櫓・二十間多聞櫓

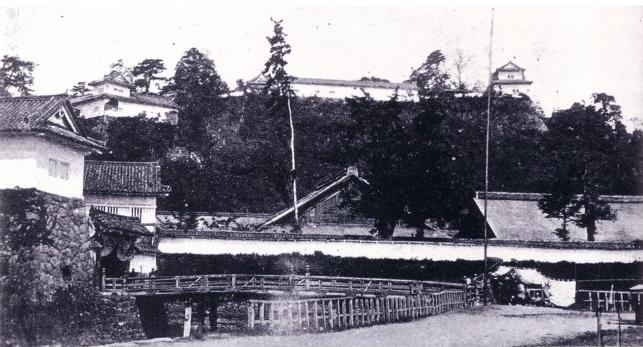
表門から本丸を望む古写真。右端から月見櫓、土塀、二十間多聞櫓、天守の入母屋が確認できる。そのさらに左は天秤櫓、麓には表御殿が見える。

かつて天守の南面にそびえていた二層二階の櫓。着見櫓ともいう。月見櫓から西へと方角を変えると、土塀を挟んで二十間多聞櫓が続いていた。この二つの櫓群は山麓の表門から本丸を仰ぎ見ると、天守とともに眺めることができた。

##### 太鼓門櫓
二十間多聞櫓を経た先にある櫓門で、現存。続櫓として多聞櫓を脇に備える櫓門であり、解体修理の結果、場所は不明なものの城郭か寺院の大規模櫓門を縮小・移築したものであることが判明している。櫓部分には勾欄が開口部として備わっており、往時はその名の通り太鼓を置き、周囲に時を知らせていたとされる。なお太鼓門櫓を南にくぐった先は、本丸の中でも特に本丸南腰曲輪と呼ばれる区画となる。

##### 天秤櫓

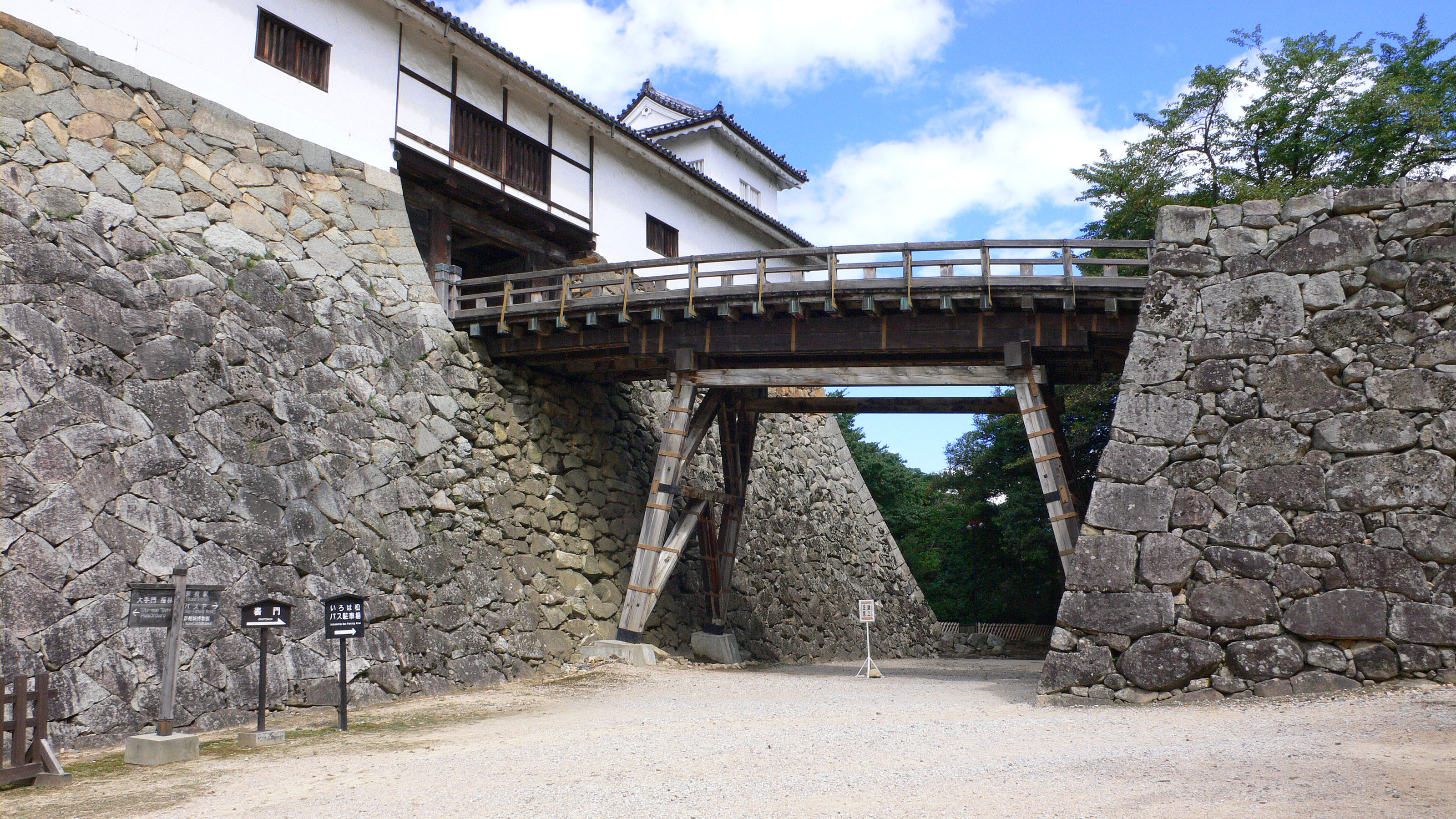
天秤櫓と廊下橋。

本丸南腰曲輪に存在する櫓。櫓門及び二層二階の櫓2基が多聞櫓によって一体化した形状で、その様が天秤に似ているためこの名がある。井伊家の文書『井伊年譜』には「鐘丸廊下橋多門櫓は長濱大手の門之由但楠木にて造」との記載があり、長浜城から移築された伝承が残る。天秤櫓より廊下橋を渡って進むと、鐘の丸という区画になる。

#### 西の丸

##### 西の丸三重櫓

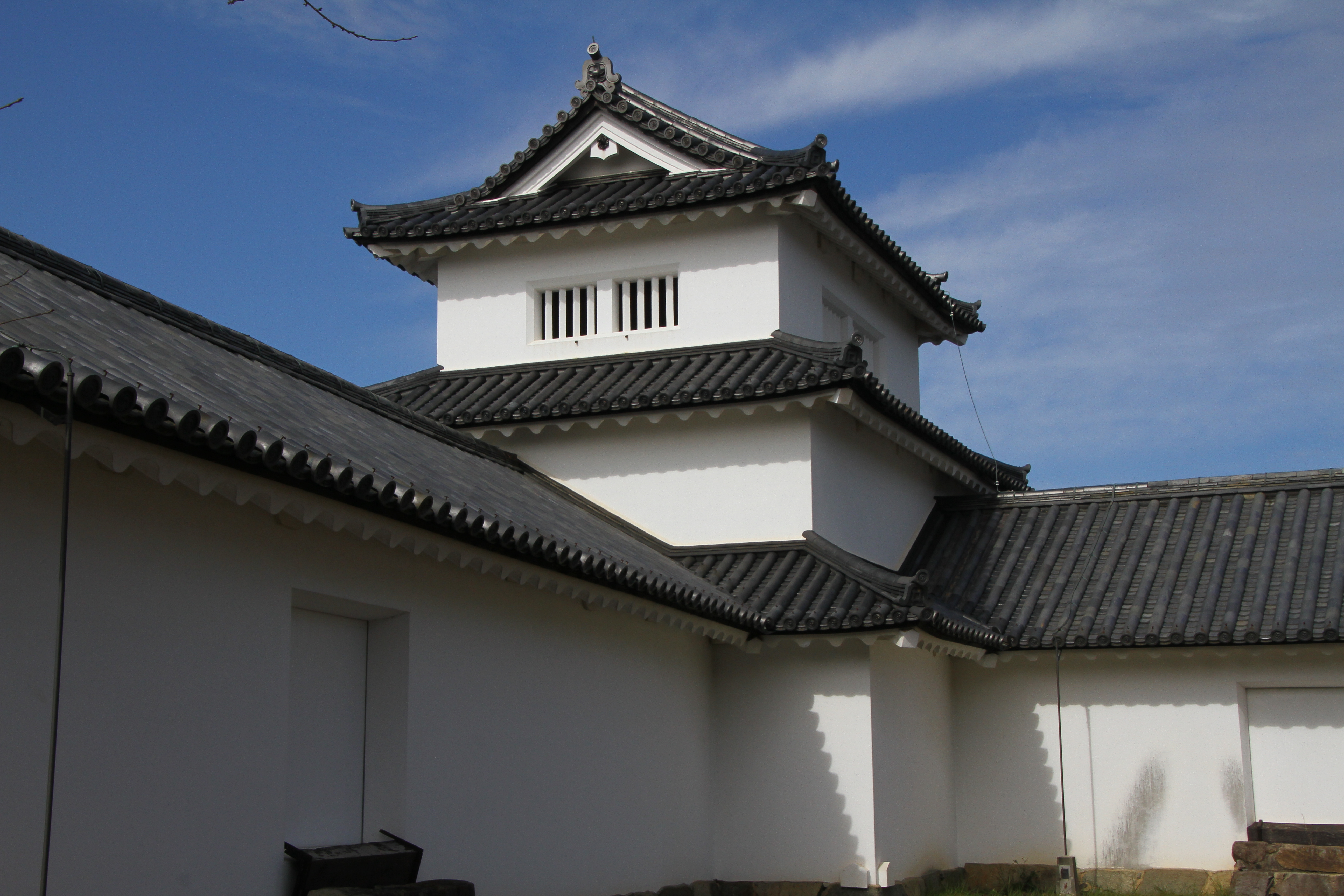
西の丸三重櫓、両翼に多聞櫓を持つ。

天守北面の西の丸に位置する三層三階櫓、現存。両脇に多聞櫓を備える格式高い造りであり、『井伊年譜』にて「西丸三階櫓は木俣土佐へ御預也、一月に廿日程づつ土佐相詰候由」とあるように、竣工時には彦根藩の筆頭家老木俣家の預かり櫓・勤務地となっていた。小谷城からの移築物とする伝承が残っている。

#### 山崎曲輪

##### 山崎三重櫓・山崎口門
西の丸のさらに北面に位置する山崎曲輪にかつて存在した三層三階の櫓。往時は千鳥破風を備えた三重櫓であり、長浜城の天守を移築したとする伝承があった。三重櫓には櫓門として山崎口門が近接していた。山崎口門は彦根城のなかでも最も琵琶湖側に開く門。櫓部分は失われて久しいが、門扉のみ現存している。

#### 内城域

##### 佐和口多聞櫓
彦根城には内城域として佐和口、京橋口、船町口の3つが築かれたが、このうち佐和口に二層二階櫓や多聞櫓が現存する。佐和口多聞櫓は佐和山城からの移築とする伝承があるが、その内部構造から元和年間の創建とする説もある。佐和口付近の堀付近より天守、天秤櫓、佐和口多聞櫓を一望できる。佐和口門跡（非現存）を挟んで、佐和口続多聞櫓が犬走とともに延びており、この部分は復元建築物である。彦根市によれば、屋敷の遺構表示をする計画はあるが建物の木造復元計画はない。なお、彦根市では城下に続く7つの門の1つの長曽根御門を木造復元する計画があるが、現時点では門跡の発掘調査をしている段階である。

## 文化財

### 国宝
- 天守
- 附櫓及び多聞櫓（1棟）

### 重要文化財
- 天秤櫓
- 太鼓門及び続櫓（1棟）
- 西の丸三重櫓及び続櫓（1棟）
- 佐和口多聞櫓
- 馬屋

### 特別史跡
- 彦根城跡

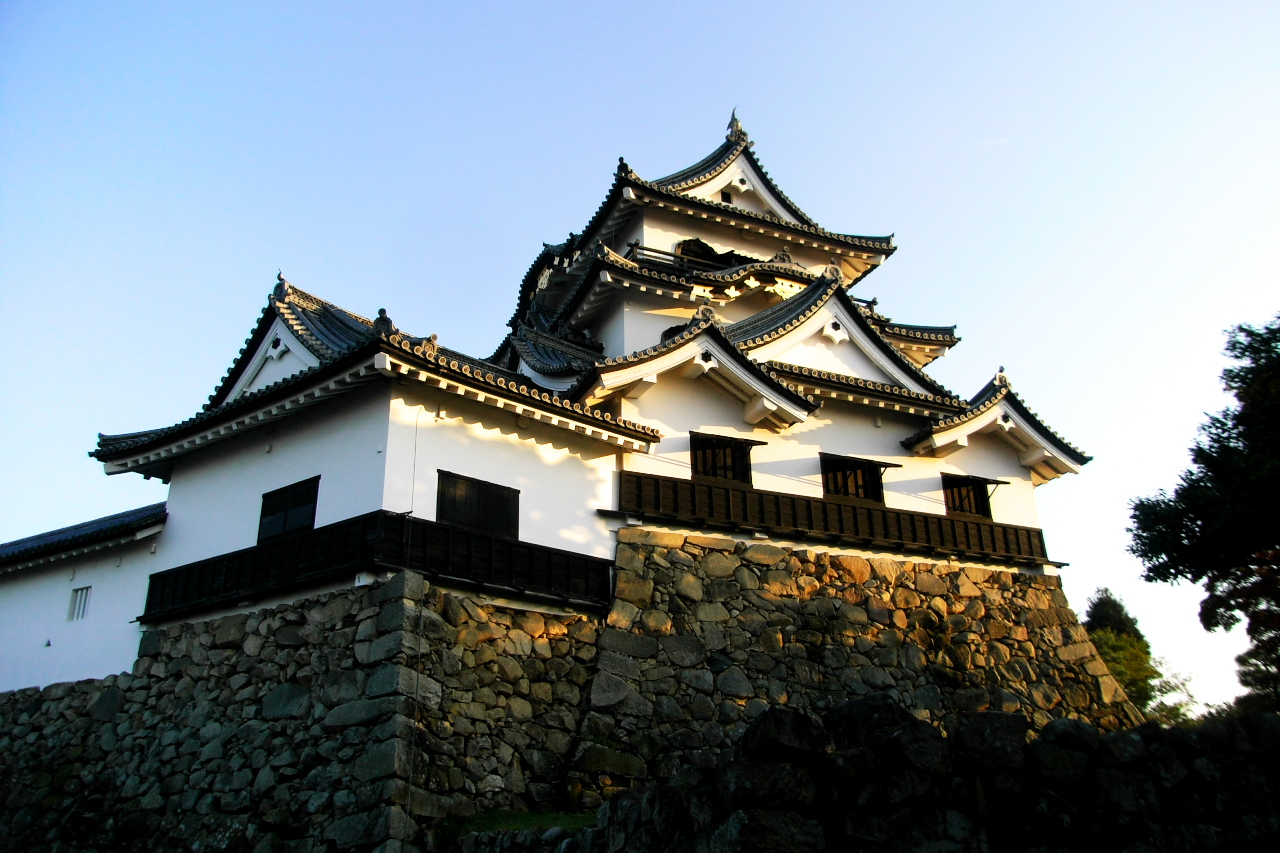
天守と附櫓（国宝）
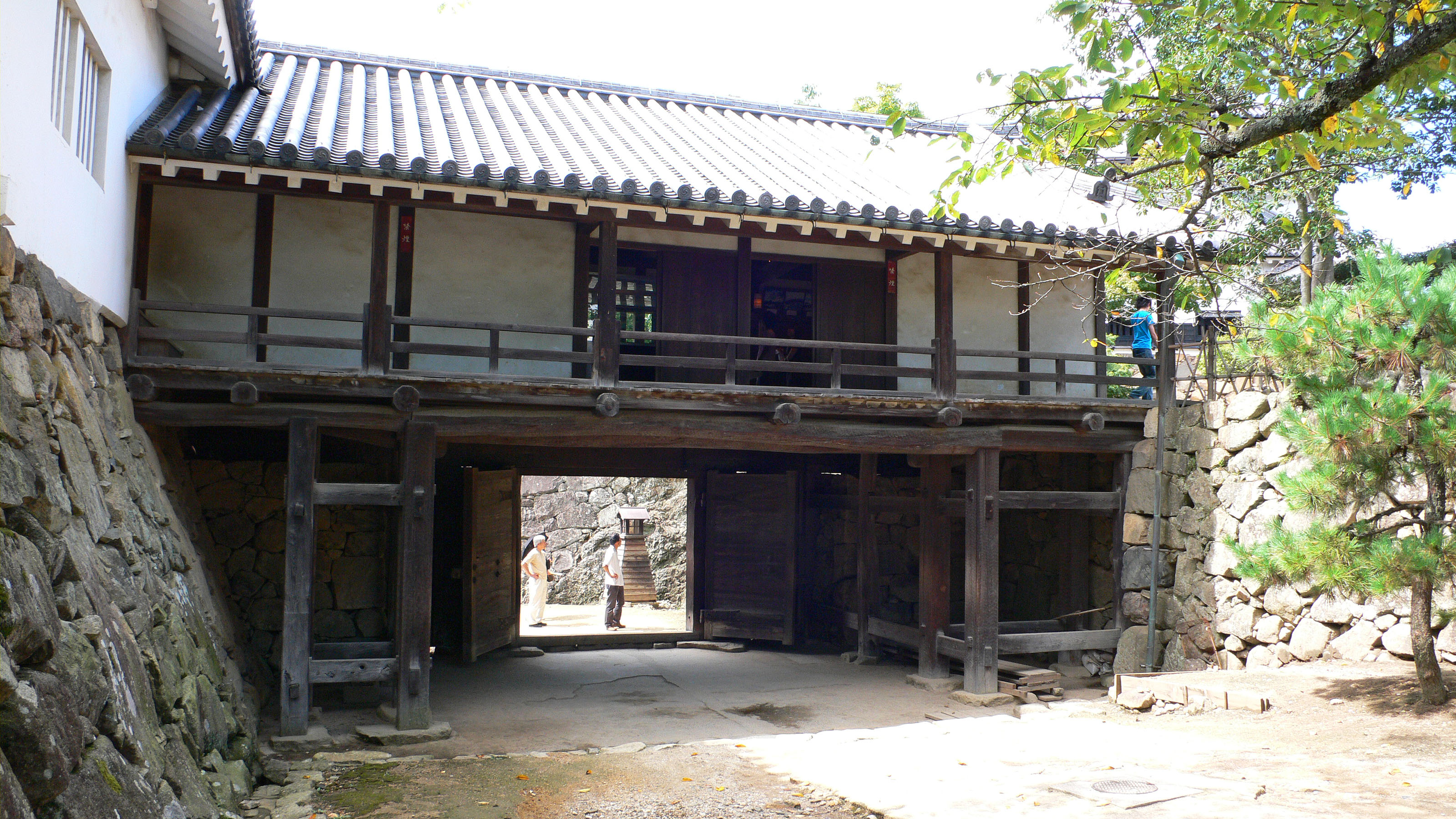
太鼓門（背面）（重要文化財）
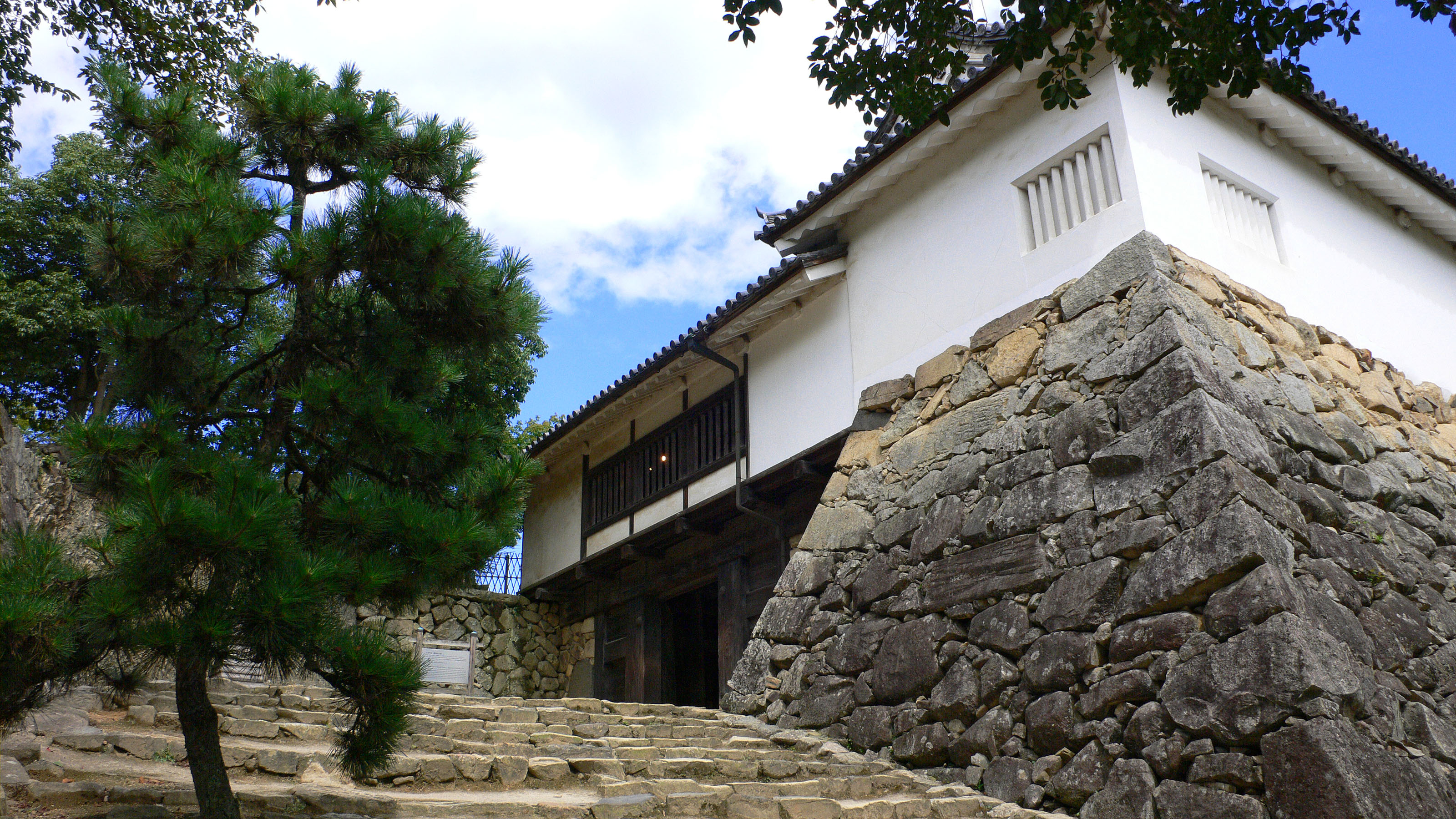
太鼓門及び続櫓（重要文化財）
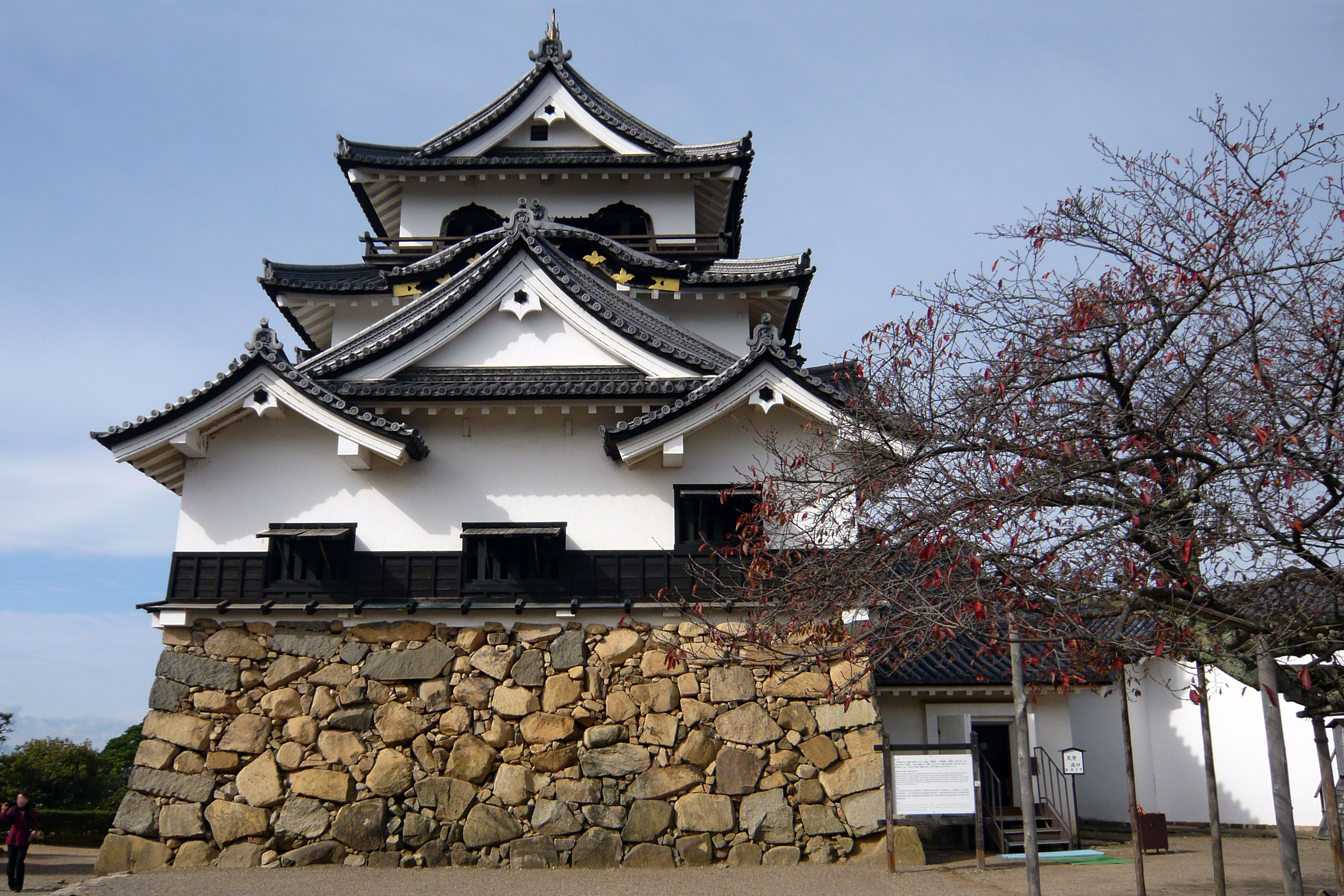
天守東面
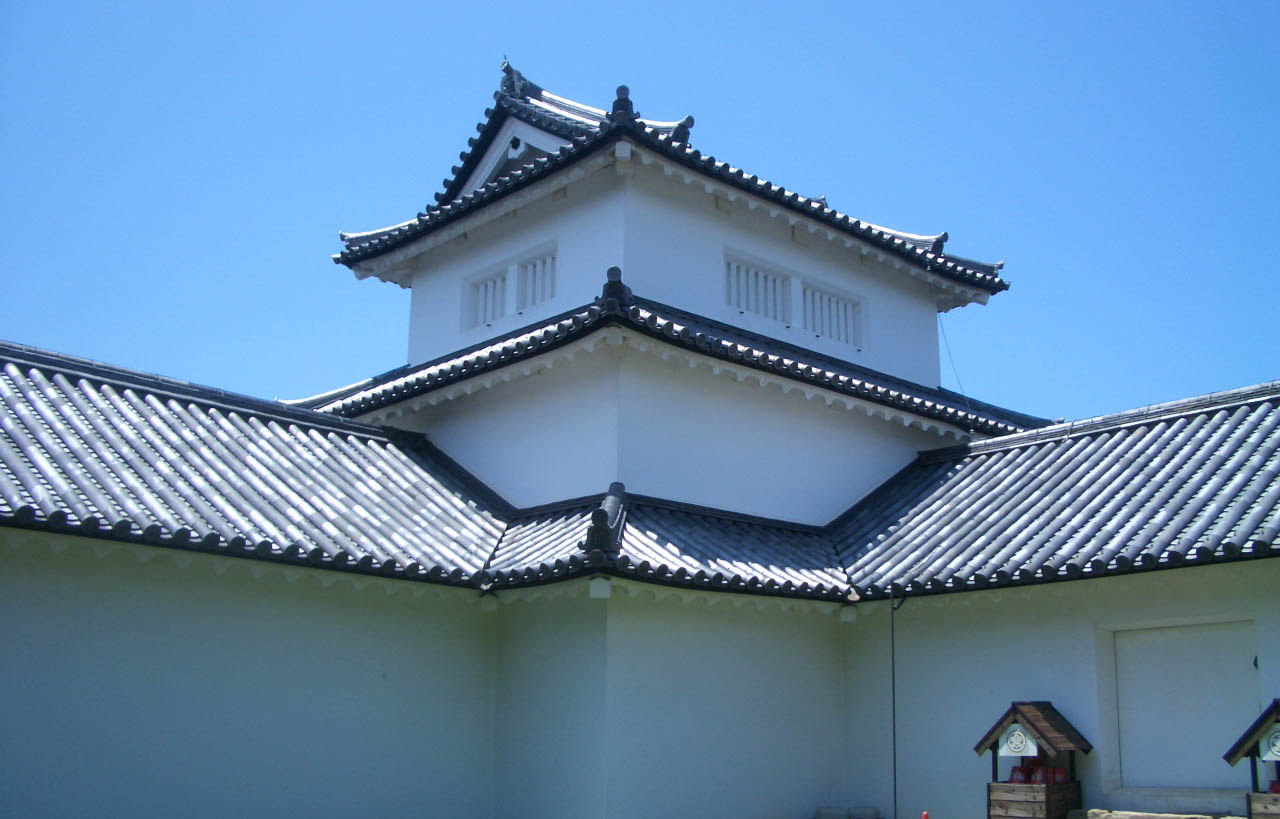
西の丸三重櫓（重要文化財）
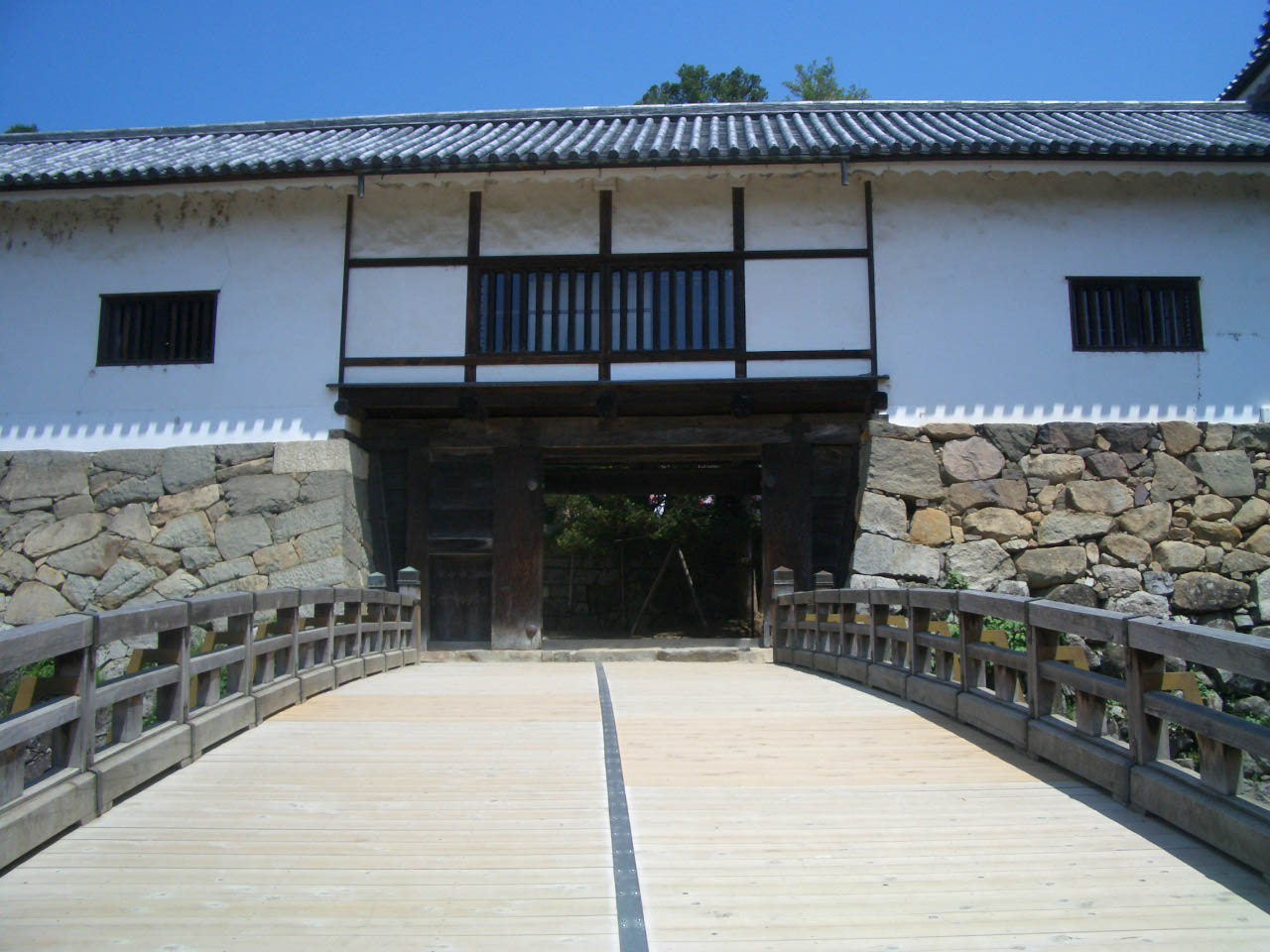
天秤櫓（重要文化財）
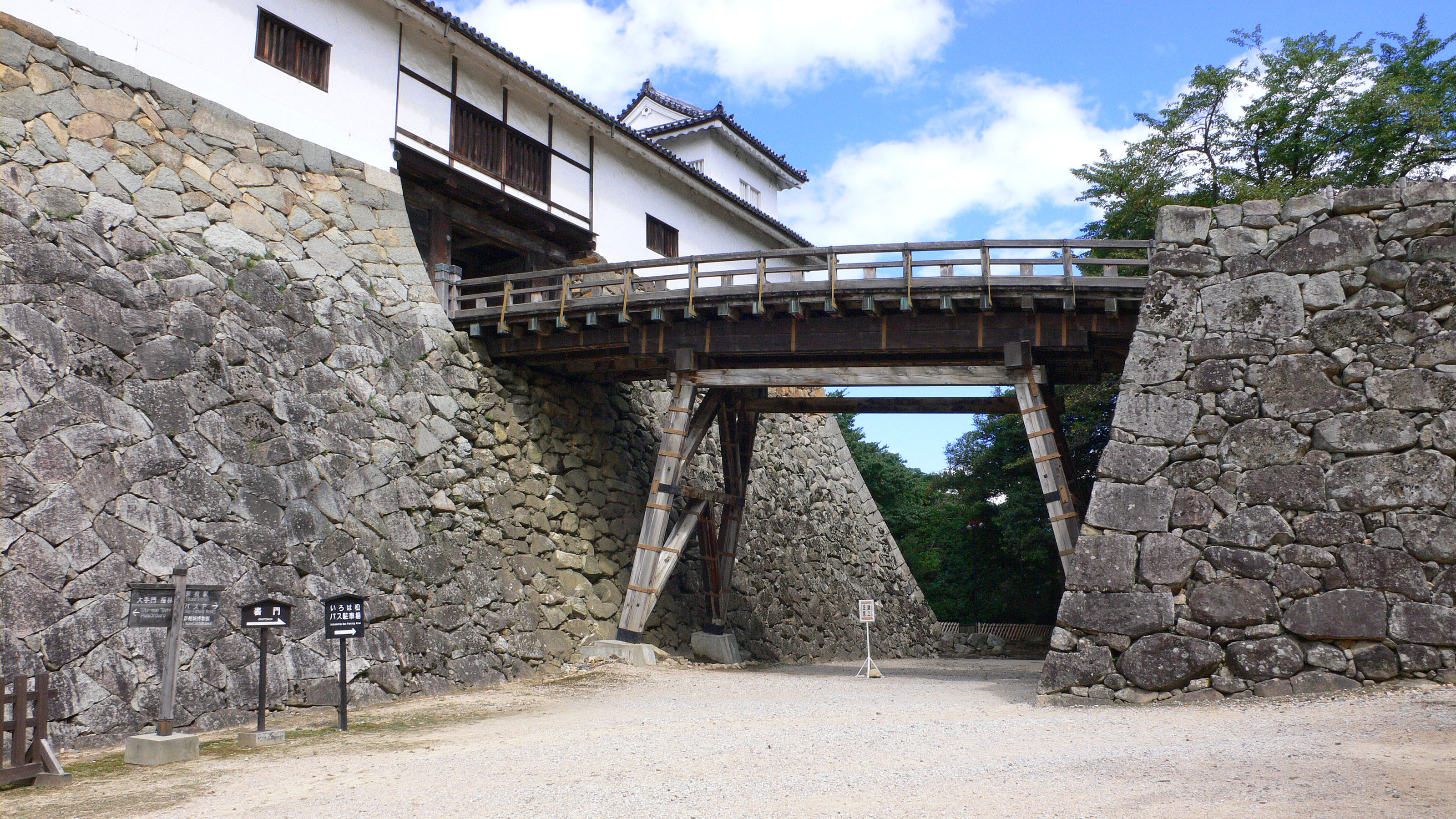
廊下橋
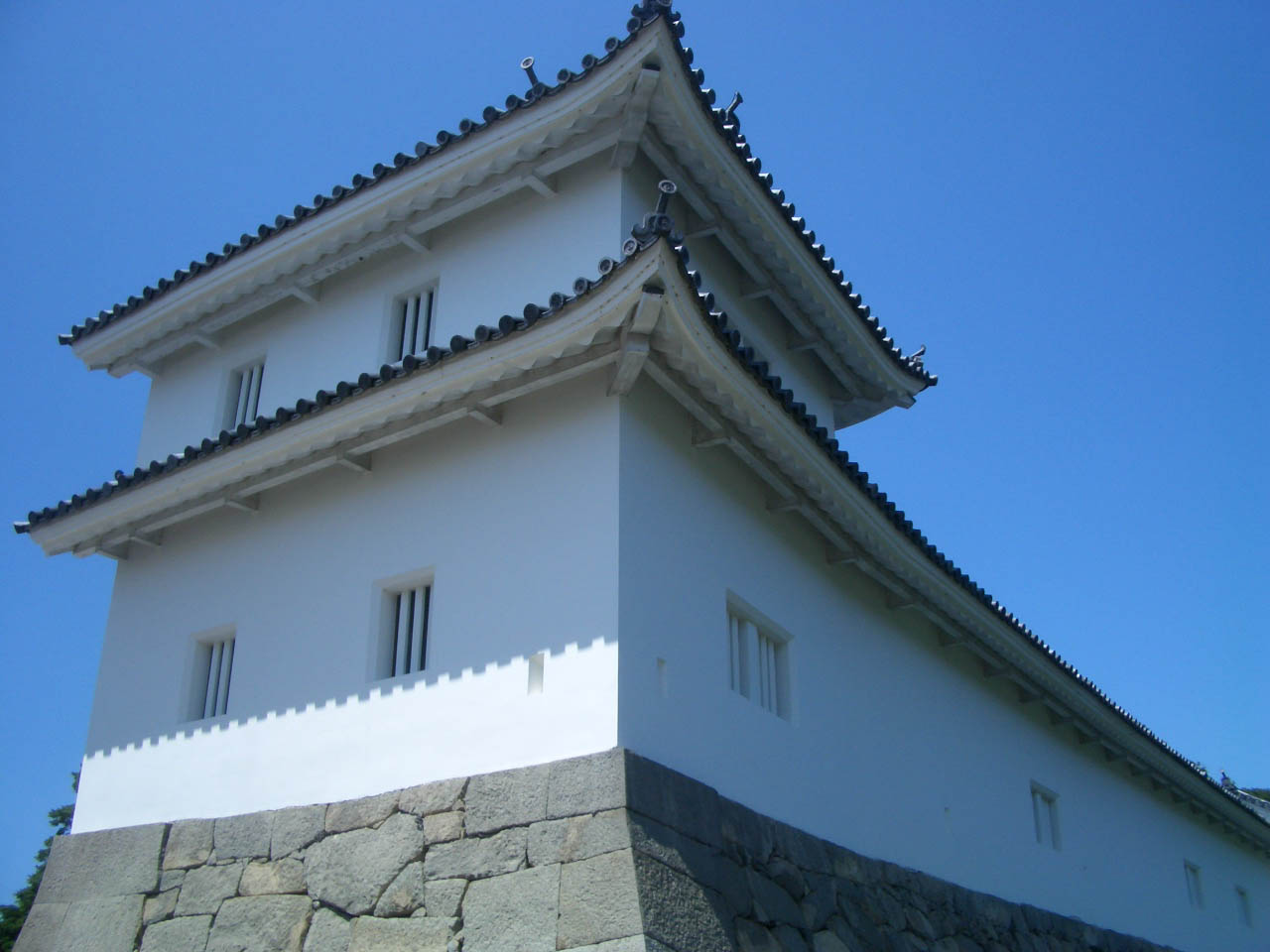
二の丸佐和口多聞櫓（重要文化財）
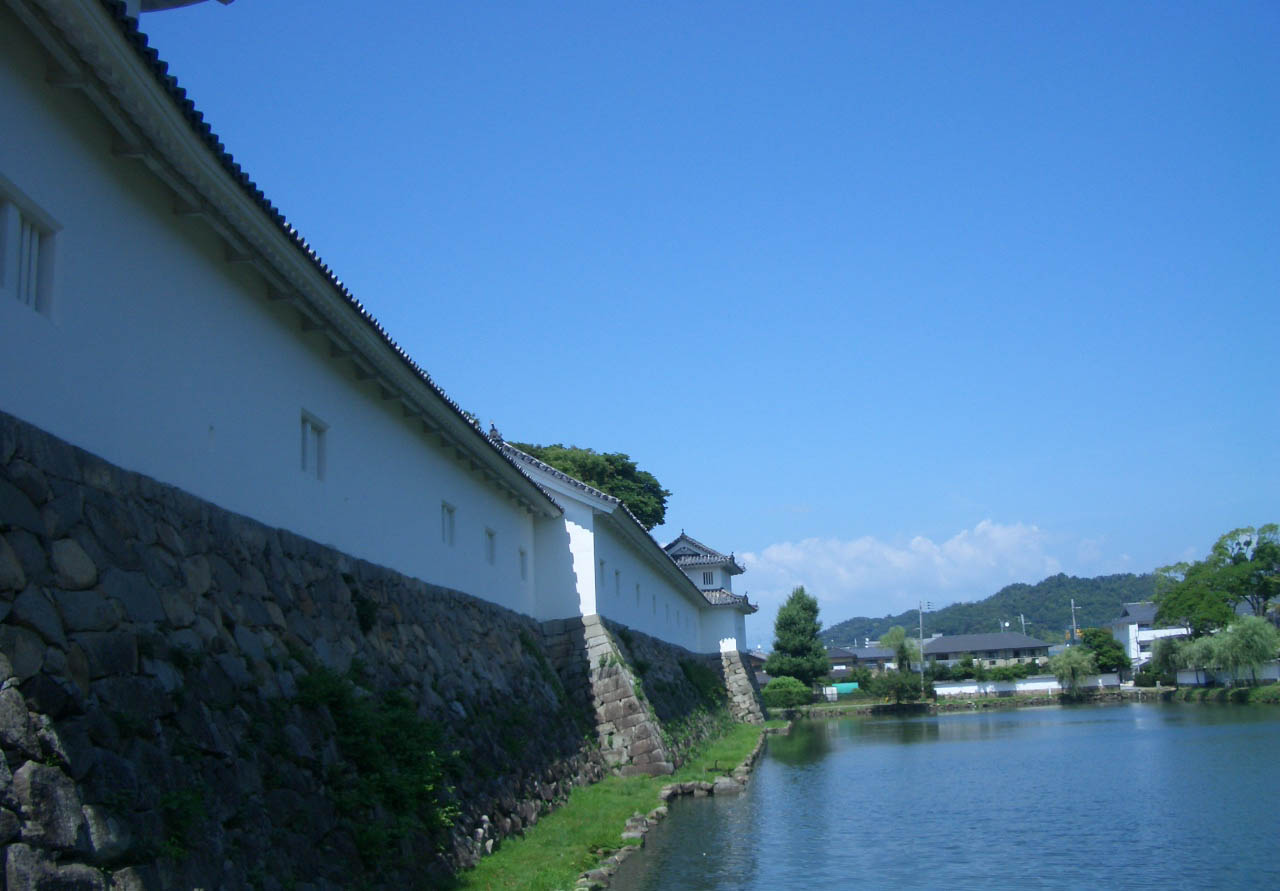
二の丸佐和口多聞櫓と堀
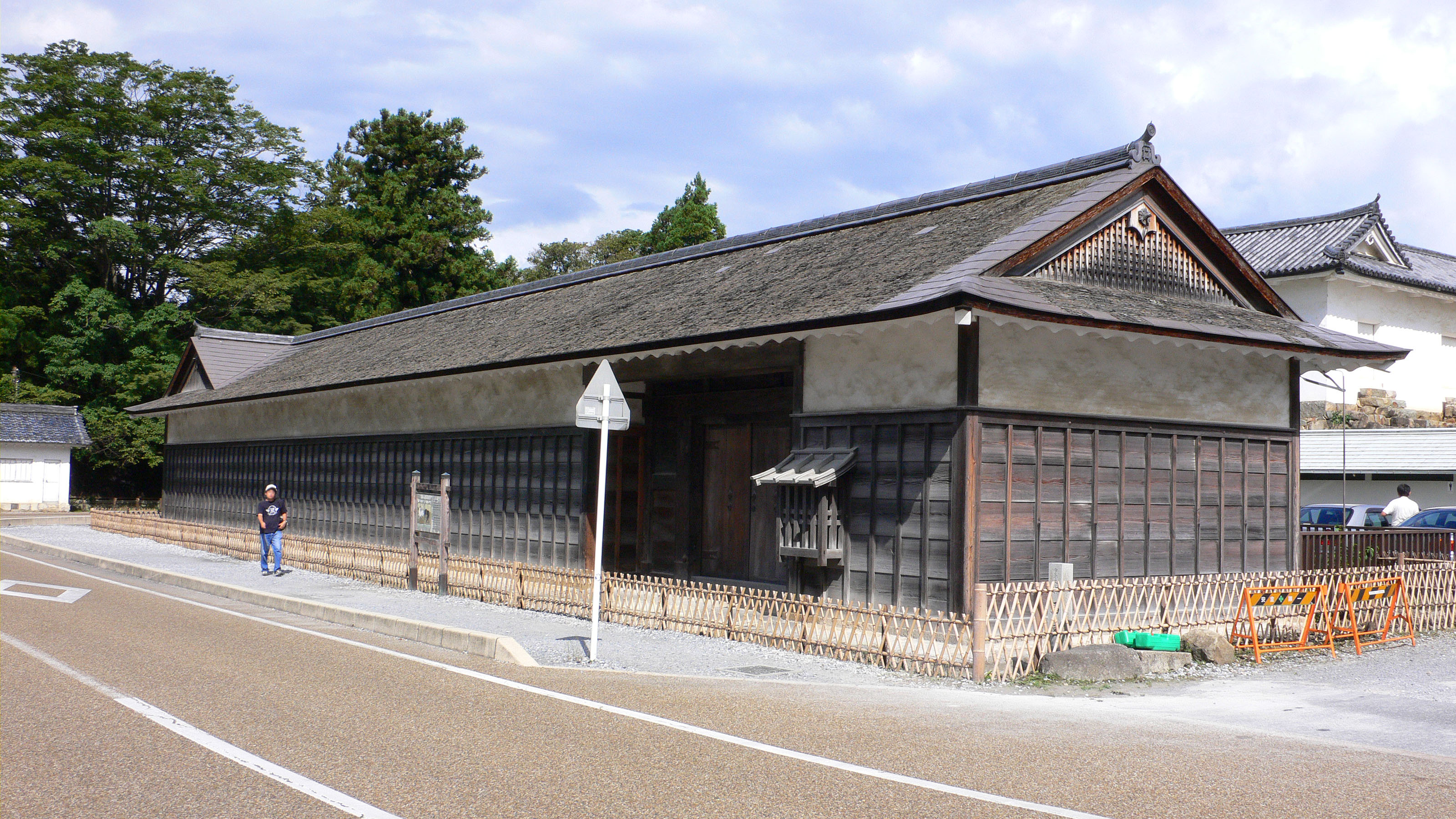
馬屋（重要文化財）
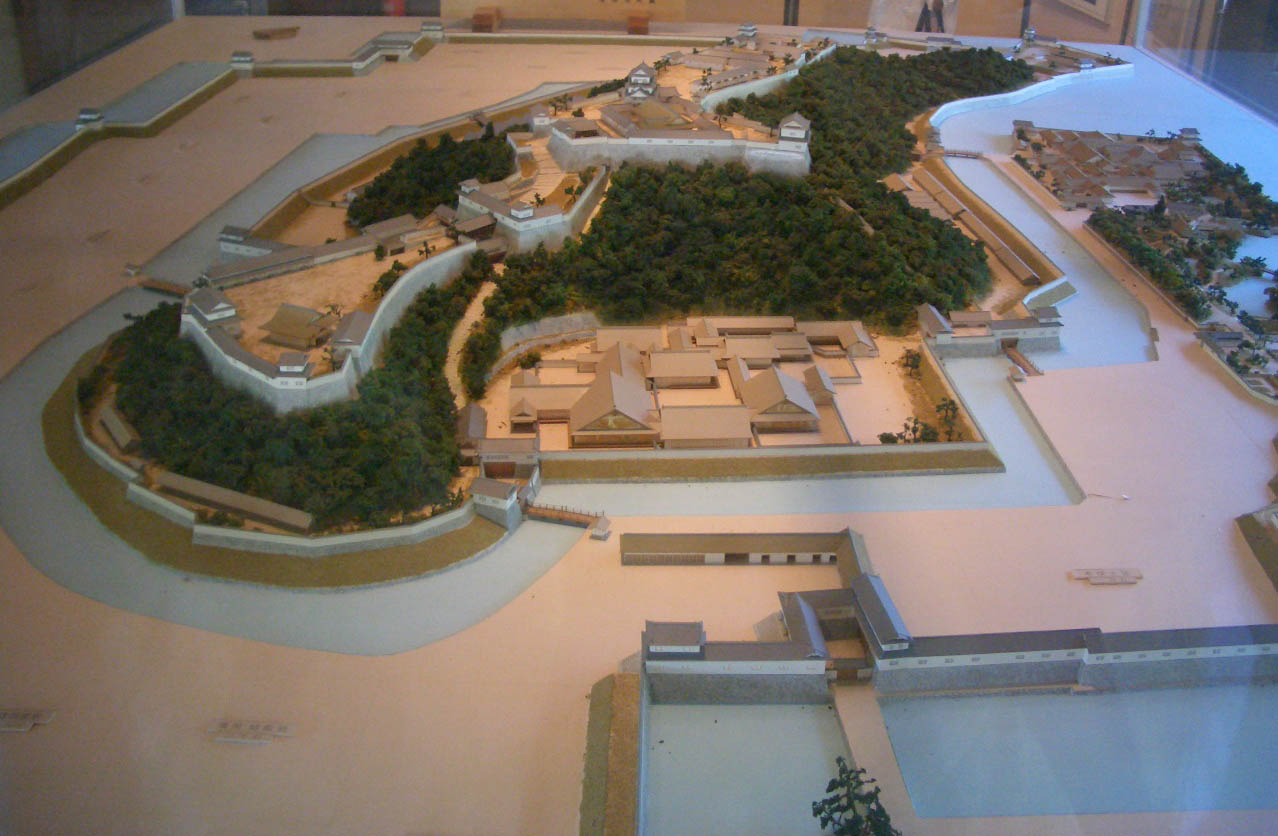
城郭復元模型
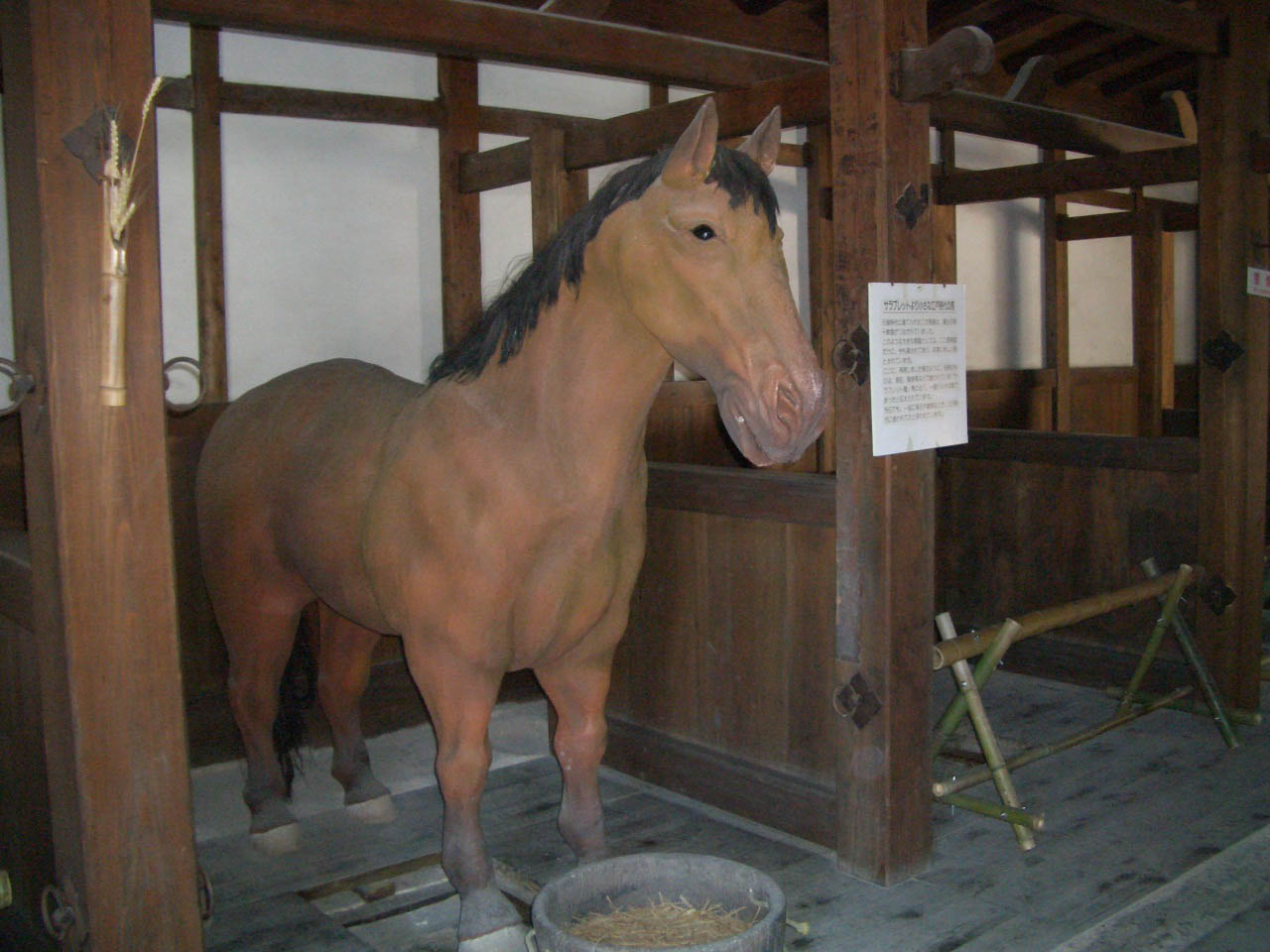
馬屋内部

## 観光
城域には彦根城博物館や、開国記念館がある。庭園の玄宮園を含めた内堀より中側への入域は有料（大人800円など）である。
観光客誘致のため、彦根市のキャラクター「ひこにゃん」を毎日登場させている。
所在地
滋賀県彦根市金亀町1-1
利用情報
日本100名城スタンプラリーのスタンプは彦根城開国記念館に設置されている。
屋形船（内堀を観光船で巡る）
山崎御門前←→玄宮園前船着場

### アクセス
鉄道
- 彦根駅（JR西日本 東海道本線(琵琶湖線)・近江鉄道本線(彦根・多賀大社線)）から彦根ご城下巡回バスで彦根城停留所下車、徒歩すぐ（※季節運行）。
- 同駅から徒歩約15分。

タクシー
- 米原駅（JR東海 東海道新幹線・東海道本線、JR西日本 東海道本線(琵琶湖線)・北陸本線、近江鉄道本線(彦根・多賀大社線)）から約20分。
- 彦根駅から約5分。

自動車
- 名神高速道路 彦根ICから車で約5分。
- 北陸自動車道 米原ICから車で約20分。
- 国道8号 ：彦根市・外町交差点で国道306号と交差。
- 国道306号 ：彦根市・外町交差点が終点。
- 国道307号 ：彦根市・原町交差点が起点。

駐車場
- 彦根城駐車場（1日1,000円）

## 舞台となった作品

### 映像
以下の作品以外にも、映画やテレビドラマの撮影地として頻繁に使われている。東映京都撮影所や京都映画撮影所から場所が近いことから、姫路城とともに時代劇のロケが頻繁に行われている。姫路城は江戸城の代わりとして用いられる事が多いのに対して、それより小規模な本城は無名の小城という設定での撮影が多い。
- 映画
  - 柳生一族の陰謀（1978年） - 江戸城
  - 赤穂城断絶（1978年） - 天秤櫓と廊下橋が赤穂城の正門、太鼓門櫓が江戸城
  - 影武者（1980年） - 春日山城
  - 武士道ブレード（1981年） - 大和守の居城
  - 梟の城 owl's castle（1999年） - 重蔵と五平の最後の戦いが、佐和口多聞櫓と堀で撮影
  - 武士の一分（2006年）
  - 大奥（2006年）
  - プリンセス・トヨトミ（2011年） - 大阪城
  - タイムスクープハンター 安土城最後の一日（2013年） - 安土城
  - 仮面ライダー×仮面ライダー 鎧武&ウィザード 天下分け目の戦国MOVIE大合戦
  - 偉大なる、しゅららぼん（2014年） - 主人公の居城
  - るろうに剣心 京都大火編（2014年） 瀬田宗次郎が大久保利通を暗殺
- テレビドラマ
  - 影の軍団シリーズ（1980 - 1982, 1985年） - 江戸城
- 情報番組
  - 坂東三津五郎がいく 日本の城ミステリー紀行（2010年11月26日放送分）
  - 絶対行きたくなる！ニッポン不滅の名城「彦根城」（NHK BSプレミアム、2021年7月2日放送分）

### 文学
井伊直弼が藩主の座に就くまでには、先の藩主やその候補者の多くが夭折（ようせつ）していることから神秘的な物語の舞台に採り上げられることが多い。なお、国宝・彦根城築城400年の開催を機に小説を対象に2007年（平成19年）、舟橋聖一文学賞が創設された。